# ジャガイモ
ジャガイモ（英: potato、学名：Solanum tuberosum）は、ナス科ナス属の多年草の植物。南アメリカのアンデス山脈原産。地下茎にデンプンが多く蓄えられ採集され食用にされた。野生種は北米へも分布を広げ食用にされた。南アメリカで生まれた栽培種が世界中へ広まり、芋の一種として食用される。
揚げる、蒸す、茹でる、煮込み料理にするなどのほか、コロッケやポテトチップスなどの加工食品にもされ、デンプン原料としても需要がある。保存がきく野菜として扱われる一方で、主食にもなりえる重要な食物であり、ビタミンCやカリウムなどの豊富な栄養を含む特徴がある。ただし芋から発芽した芽や光に当たって緑色になった皮などに有害物質を含む（#毒性を参照）。
リンネの『植物の種』(1753年) で記載された植物の一つである。

## 名称
行政機関、学会により呼び名が異なる。

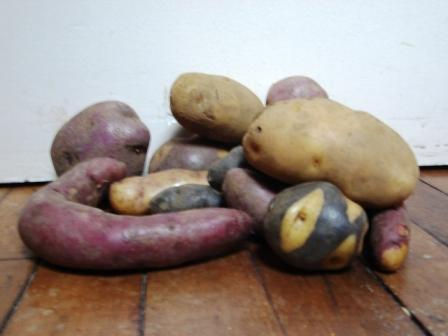
様々な品種のジャガイモ

- 「バレイショ」 : 日本育種学会[5]、日本作物学会[6]、日本植物防疫協会[7]
- 「ジャガイモ」 : 園芸学会[8]、日本植物学会[5]、日本土壌微生物学会[9]

### 由来
17世紀初めにオランダ船によってジャワのジャガトラ（ジャカルタの旧名）から日本に伝来し、「ジャガタライモ」と呼ばれていたものが転じて「ジャガイモ」になった。ジャガイモの中国植物名である「馬鈴薯」（ばれいしょ）という呼び名もよく用いられ、日本の行政では馬鈴薯と呼んでいるが馬鈴薯（ばれいしょ）というものは中国の福建省中の一地方に産する一植物の名で、それが『松溪県志』（松溪県は福建省地方の地名）と題する書物に僅かに載っているが、それがどんな植物であるのかは中国人でさえもこれを知らず、またかろうじての右の県志のほか、ありとあらゆる中国の文献には敢て一つもこれが出ていない。中国語音ではマーリンシュー（ピン音 mǎlíngshǔ）となる。日本では18世紀に本草学者の小野蘭山が『耋筵小牘』（1807年）の中で命名したといわれている。一説には、ジャガイモの形が馬につける鈴（馬鈴）に似ることから、この名前になったという。なお、中国では他に「土豆」（トゥードウ）、「洋芋」「陽芋」（ヤンユー）、「薯仔」（シューザイ）などとも呼ぶ。
英語のポテト (potato) の語源は、タイノ族の言葉でサツマイモを意味する batata がスペイン語の patata に変化したものによる。なお、ジャガイモの原産地で古くから使われている言語の一つであるケチュア語では papa というが、これはそのまま中南米スペイン語で使われる。スペイン語で batata が patata に変化したのはこの papa の影響であると考えられている。Papa はローマ教皇を意味する単語と同じであったため、これを忌避して Patata に変遷したともいわれる。

### 日本における地方名
江戸時代以降、米の収穫に不利な山間・寒冷地での栽培が広まったため、地方名や地方品種も多い。
- 「にどいも（二度芋）」「さんどいも（三度芋）」- 1年に2回ないし3回収穫できることから[16]。
- 「カブタイモ」「ジャガタライモ」[17]「サントク」[18]
- 「お助けイモ」- 飢饉の際にジャガイモ活用を勧めたことが役立ったため[19]。
- 「善太夫芋」- 1748年に信州より[20]種芋を移入した飛騨の代官幸田善太夫に因む[21]。
- 「清太夫芋」（せいだゆういも、せいだいも）- 18世紀にジャガイモの普及に尽力した甲州の代官中井清太夫に因む[22]。福島県や埼玉県、愛知県ではジャガイモを「甲州いも」と呼ぶこともある[23]。
- 「治助イモ」 - 東京都奥多摩町の特産[24]。
- 「アップラ」「アンプラ」「カンプラ」- オランダ語のaardappel（大地のりんご）に由来する呼称も存在する[25]。
- 「イモ」「エモ」- アイヌ語。日本語の「いも」が由来。「五升芋」が訛った「コソイミ」という呼称もある[26]。

## 歴史
南アメリカ大陸のアンデス山脈が原産で、小さなイモの原種が中南米に自生している。大航海時代にヨーロッパ各地に伝わり、日本へは東南アジアを経て16世紀に伝わった。保存性が高く、当時の船乗りたちの食料として重宝された。品種改良が繰り返されて、現在のような大型のイモをつけるような品種が開発されており、世界中の温帯地域で広く栽培されている。

### ジャガイモの利用史

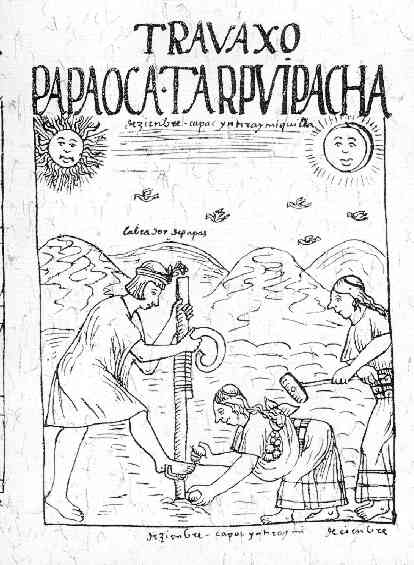
インカ帝国時代の耕作風景。チャキタクリャ（踏み鋤）で耕し、種芋を植え付ける。ワマン・ポマの絵文書より。

ジャガイモは、南アメリカアンデス中南部、ペルー南部に位置するチチカカ湖畔が発祥とされる。標高3,000 - 4,000メートルの高地で、500年ごろに栽培されたと考えられている。最も初期に栽培化されたジャガイモは、Solanum stenotomum と呼ばれる染色体数24本の二倍体のもので、その後に四倍体の Solanum tuberosum が栽培化され、現在世界中で広く普及するに至ったとされている。
このジャガイモがヨーロッパ大陸に伝えられたのは、インカ帝国の時代、15世紀から16世紀ごろとされている。当初、インカ帝国の食の基盤はトウモロコシではないかと伝えられていたが、ワマン・ポマが1615年に残した記録や、マチュ・ピチュの段々畑の史跡研究、気象地理条件、食生活の解析など、複数方面からの結果が、食基盤がジャガイモであったことを示しており、見直しが図られている。
しかし、具体的に「いつ」「誰が」伝えたのかについてはっきりとした資料は残っておらず、スペイン人がジャガイモを本国に持ち帰ったのは1570年ごろで、新大陸の「お土産」として船乗りや兵士たちによってもたらされたものであろうと推測付けられている。さらに1600年ごろになるとスペインからヨーロッパ諸国に伝播するが、この伝播方法にも諸説あり、はっきりとは判明していない。
いずれにせよ、16世紀末から17世紀にかけては、植物学者による菜園栽培が主であり、ヨーロッパの一般家庭に食料としてジャガイモが普及するのは、さらに時を待たねばならない。普及は、プロイセン王国で三十年戦争により荒廃し、飢饉が頻発した際に作付け（栽培）が国王の勅命により強制、奨励されたことや、踏み荒らされると収穫が著しく減少する麦に代わり、地下に実るため踏み荒らしの影響を受け難い作物として、農民に容易に受け入れられた結果である。
プロイセン王国（ドイツ）での広まりで、国力を増したと聞きつけたフランス王国ブルボン朝でも広めようと、ルイ16世の王妃マリー・アントワネットが帽子にジャガイモの花を飾ったと伝えられる。食用作物として本格的に栽培が始められたのは、17世紀のアイルランドで、さらにジャガイモは1621年に、アイルランド移民の手により北アメリカへ渡り、アメリカ独立戦争における兵士たちの胃袋を満たす、貴重な食料源となった。

### アイルランドとジャガイモ飢饉

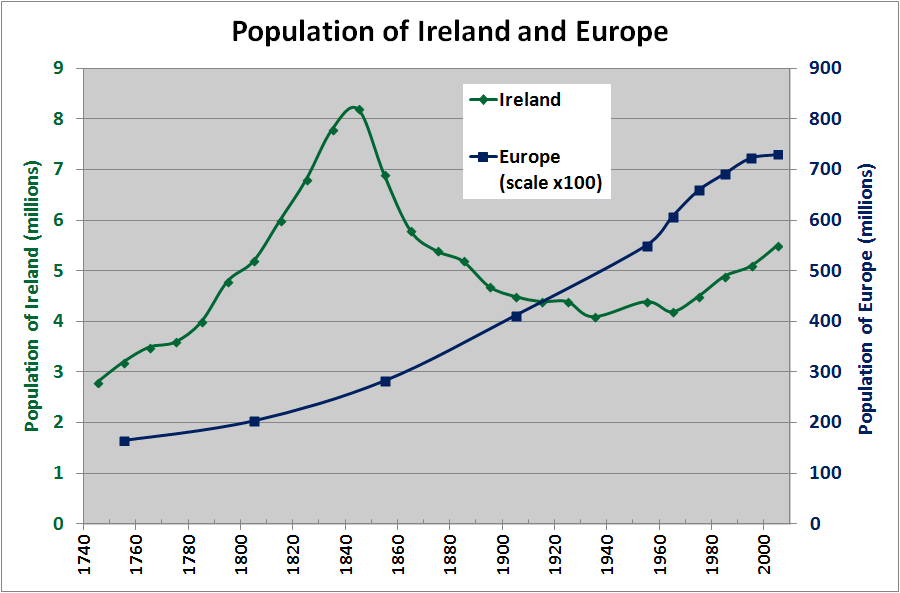
アイルランドと1750年からのヨーロッパの人口の変動。1845年から49年にかけてのアイルランドでのジャガイモ飢饉の悲惨な結果とそれ以前の人口増加を表している。

アイルランドの小作農家たちは元来は主にムギを栽培していたが、厳しいイギリス帝国の植民地支配の下で、ムギは地代として地主に収奪されるため、地代にとられることのない生産性の高いジャガイモを、自分らの小さな庭地で栽培し始めた。それによって、ジャガイモが貧農の唯一の食料となってゆき、飢饉直前には人口の3割がジャガイモに食料を依存する状態になっていた。
「アイリッシュ・ランパー」(Irish Lumper) と呼ばれる、アイルランドのジャガイモ種は寒冷地でも良く育ち、アイルランド人口の増加を支えた。しかし、1845年から1849年の4年間にわたって、ヨーロッパでジャガイモの疫病が大発生し、壊滅的な被害を受けた。ジャガイモを主食としていた被支配層のアイルランド人の間からは、ジャガイモ飢饉で100万人以上ともいわれる多数の餓死者を出した。
また、イングランド、北アメリカ、オーストラリア大陸へ、計200万人以上が移住したといわれる。アメリカ合衆国に渡ったアイルランド人移民は、アメリカ社会で大きなグループを形成し、経済界や特に政治の世界で大きな影響力をもつようになった。この時代のアメリカ合衆国への移民の中には、ケネディ家の先祖も含まれていた。
アイルランドでのジャガイモ飢饉があったものの、寒冷地にも強く、年に複数回の栽培が可能で、地中に作られることから、鳥害にも影響されないジャガイモは、庶民の食料として爆発的な普及を見せ、瞬く間に麦、米、トウモロコシに並ぶ「世界四大作物」として、その地位を確立した。アダム・スミスは『国富論』において「小麦の三倍の生産量がある」と評価している。

### 日本への伝来
諸説あるが、1598年にオランダ人によって持ち込まれたとされる。ジャワ島のジャガタラを経由して長崎へ伝来したためジャガタライモと呼称されたが、それが短縮されジャガイモとなった。
江戸時代後期の18世紀末には、ロシア人の影響で北海道・東北地方に移入され、飢饉対策として栽培された。蘭学者の高野長英は、ジャガイモ栽培を奨励している。また江戸後期には、甲斐国の代官であった中井清太夫がジャガイモ栽培を奨励したとされ、享和元年（1801年）には小野蘭山が甲斐国黒平村（山梨県甲府市）においてジャガイモの栽培を記録している（『甲駿豆相採薬記』）。また江戸時代後期には、北海道のアイヌもジャガイモを栽培していた。寛政年間、探検家の最上徳内がアブタ場所（現在の洞爺湖町虻田地区）に種芋を持ち込み、地域のアイヌに栽培させたのが、北海道でのジャガイモ伝来だとされる。
本格的に導入されたのは明治維新後で、北海道の開拓に利用された。アメリカ合衆国でウィリアム・スミス・クラークに学び、後に「いも判官」と呼ばれた、初代根室県令湯地定基により普及した。川田龍吉男爵はアメリカからアイリッシュ・コブラーという品種を導入し、自身の農場で栽培をして普及させた。この品種は川田の爵位に因み「男爵いも」と呼ばれることになった。明治期の当初は西洋料理の素材としての需要であったが、洋食の普及とともに、徐々に肉じゃがなど、日本の家庭料理にも取り入れられるようになっていったが、1968年時点で北海道副知事が「半分以上はでんぷんのみとって、残りは飼料」と語るなど、消費拡大は遅かった。

## 植物としての形態・生態
多年草。直立する地上茎は50センチメートル から1メートル 程度の高さにまで生長する。葉は奇数羽状複葉。葉の付け根から花茎が長く伸び、先端に多数の花をつける。花は星形で黄色い花心と5枚の花弁を持ち、色は品種によって異なり白から紫と様々である。花の構造はナス科のトマトやナスと酷似している。受粉能力は低いが、品種や条件によっては受粉してミニトマトに似た小型の果実をつける。果実は熟するに従い緑色から黄色、さらに赤色へと変化するが、落果しやすく完熟に至るものは極希である。果実の中には種子（真正種子とよばれる）があり、これを発芽させて生長させることも可能である。ジャガイモの交配および品種改良はこの種子を利用して行われるが、種芋から育たないため、生長しても全体的に小柄である。これを親株と同様の大きさ程度にまで育てるには3年（3代）程度かかるため、草本性植物としては交配に時間のかかる植物といえる。また、ジャガイモの品種改良は、種子を採って芒種からの栽培を利用する方法もあるが、種子1粒ごとに遺伝的な性質が異なり、品質を揃えることが困難なことから、一般には芋を植えて性質が同じ品種を増やす方法がとられる。
晩春の花が咲き始めるころに、土中では新しい芋ができ始める。芋は根のように土中の水分や養分を吸収する機能はなく、地下にある茎が肥大したもので塊茎ともいい、日中に葉で光合成された養分が、夜になって地下の茎に蓄えられてできたものである。塊茎は、地中に埋められた種芋の上から伸びた茎の第6 - 8節から発生した匍匐（ほふく）分枝した茎（ストロン）の先が、次第に肥大して芋になる。昼夜の気温差が大きいほど、養分の移行がスムーズになり、芋のデンプン量が多くなる。塊茎の肥大は、昼温約20度、夜温10 - 14度が適温であり、20度を超えると塊茎は形成されにくくなる。

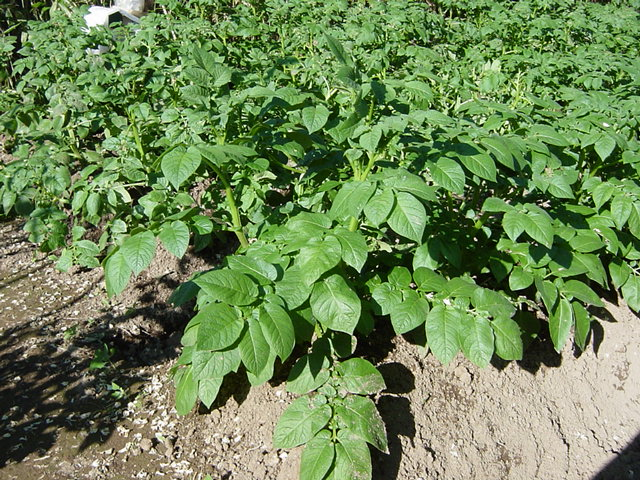
地上部
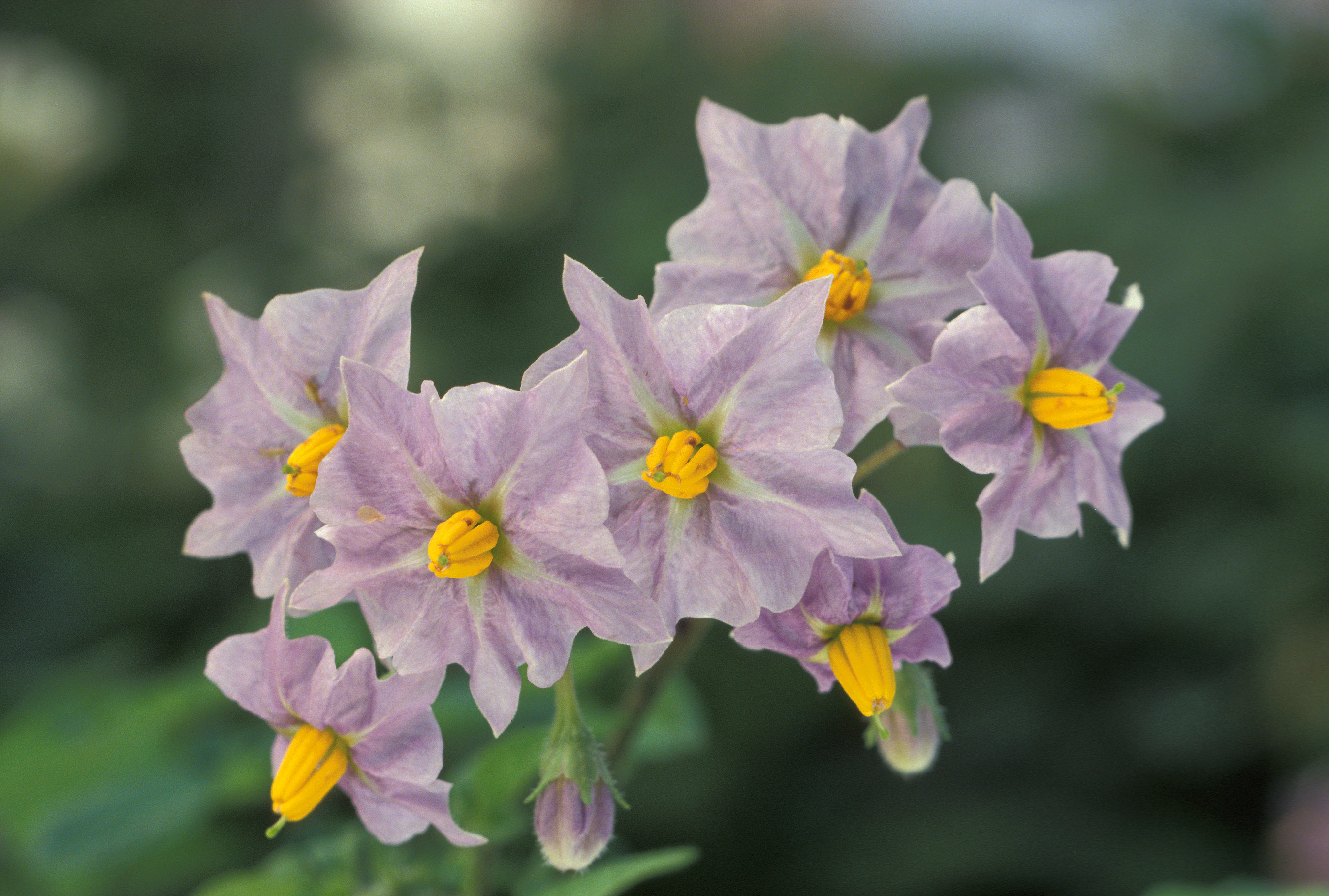
花
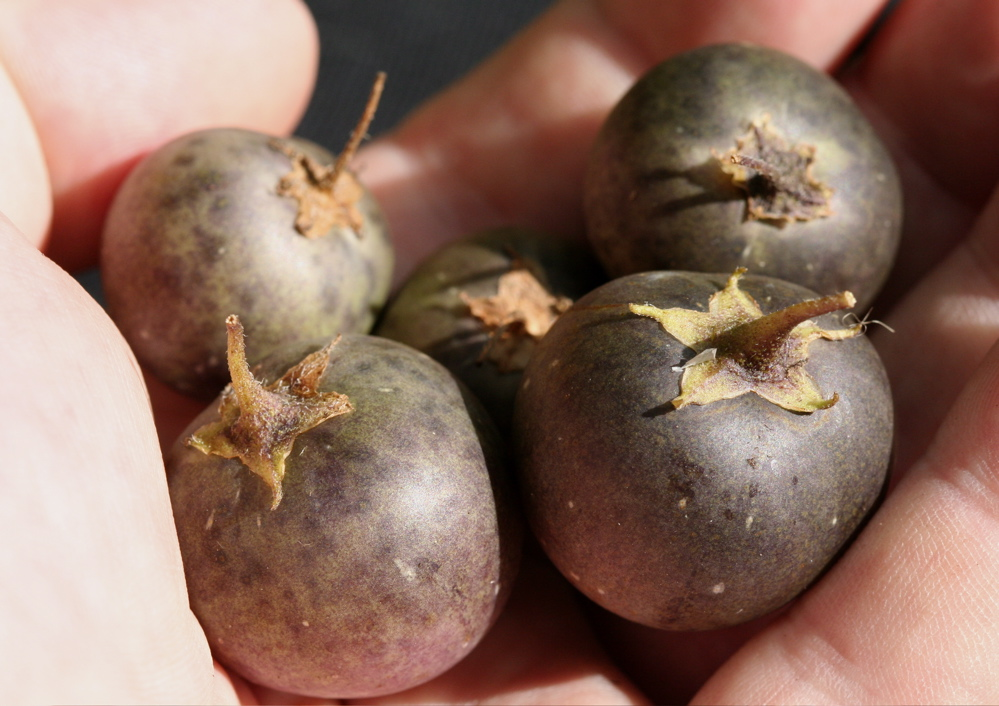
果実
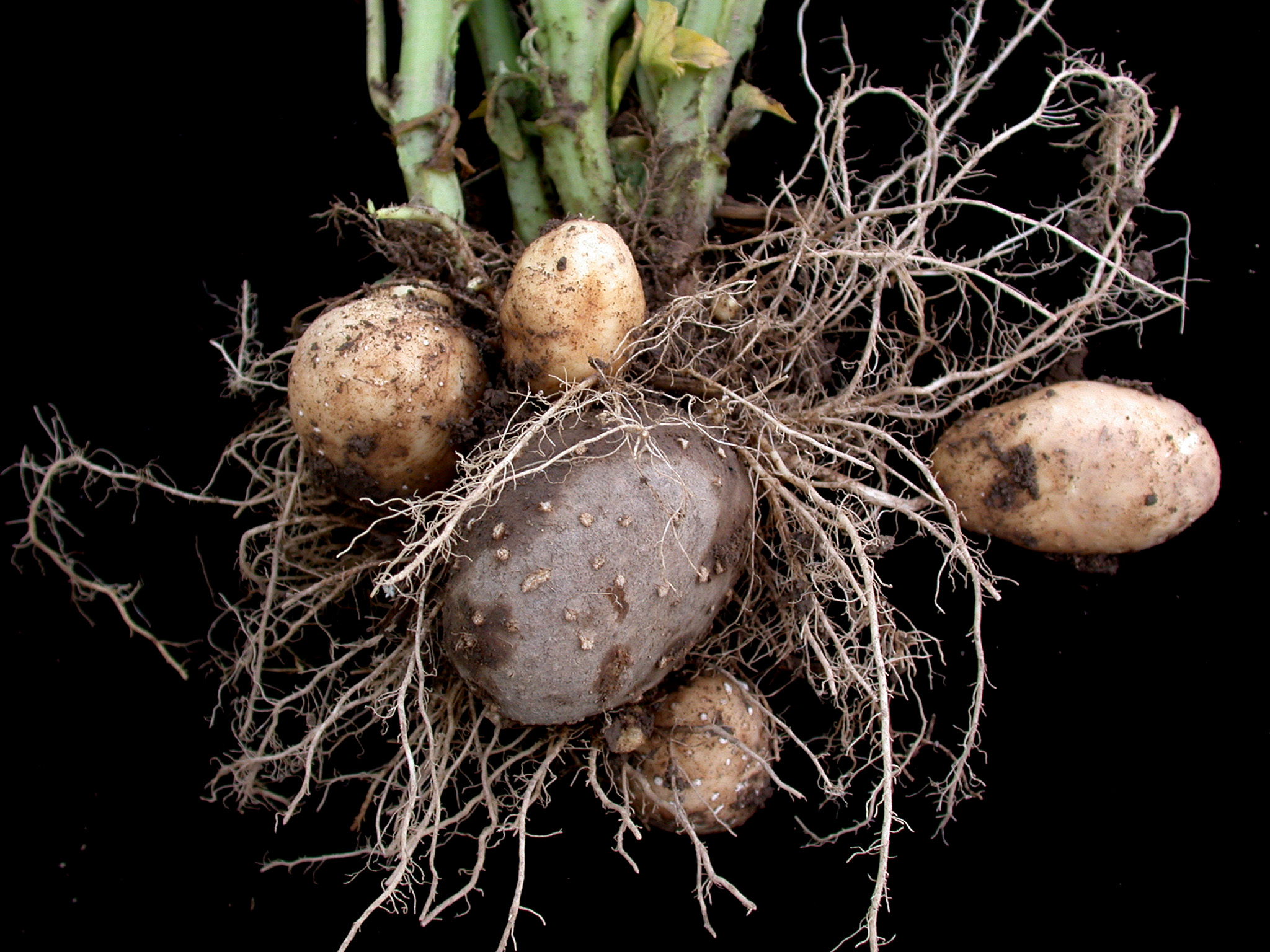
地下部、根の中央にある親芋（種芋）とその周囲に新しくできたた子芋

## 毒性

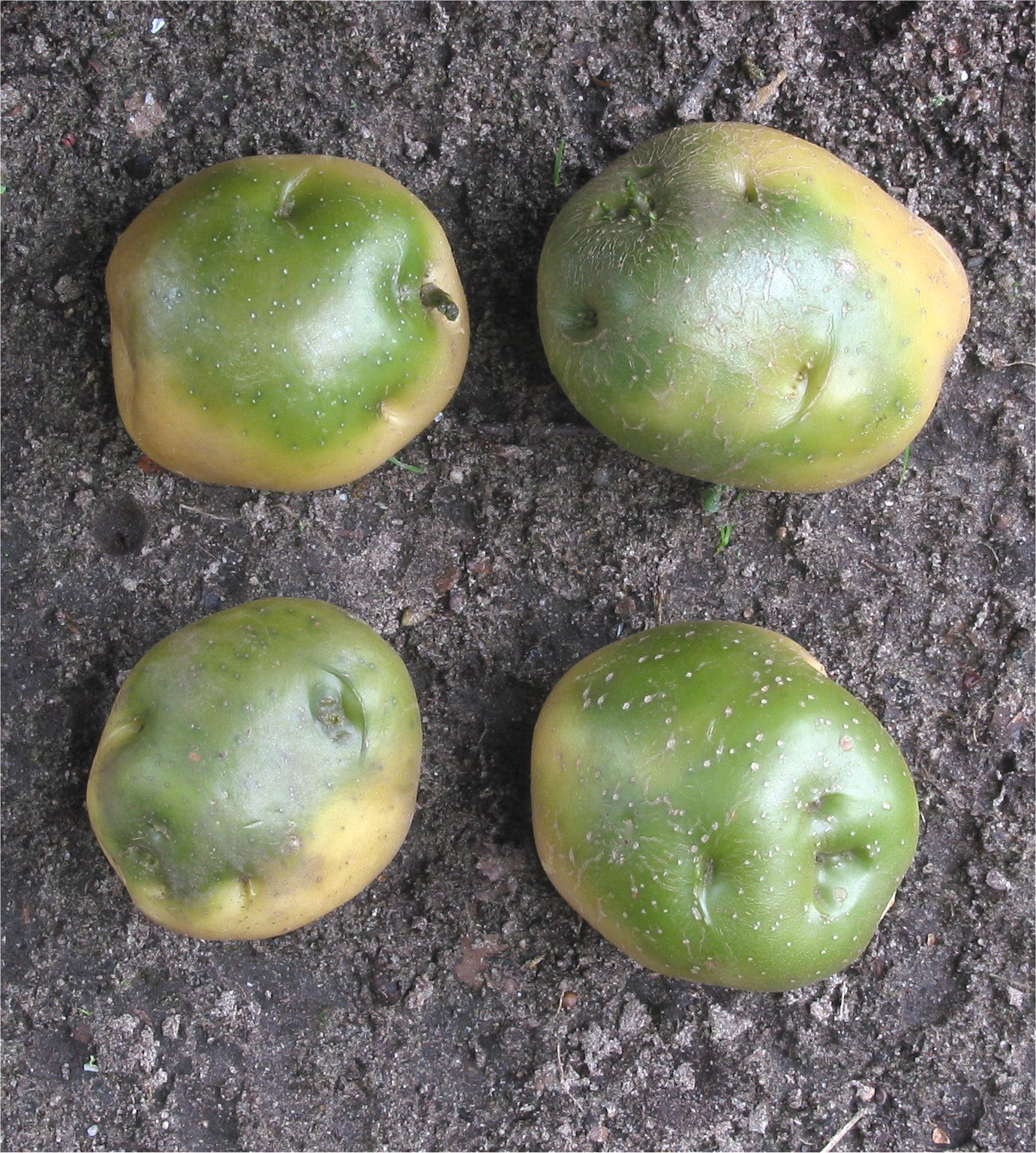
光に当たって緑色に変色したジャガイモは、ソラニンなどの有毒なアルカロイドを多く含む。

ジャガイモは、ポテトグリコアルカロイド (Potato Glycoalkaloids; PGA) として総称されるソラニンやチャコニン（カコニン、英: α-chaconine）、ソラマリン、コマソニン、デミツシンと有毒なアルカロイド配糖体を含む。これらはジャガイモ全体に含まれるが、品種や大きさによりばらつきがあり、特に緑色になった皮の部分や芽、果実に多く含まれる。毒性が強いため、葉および塊茎（芋）を除いた茎は食用にならない。また、果実は、芽ほどではないにせよ、塊茎と比べPGAの含有量が高いため、食用に向かない。例外的に塊茎（芋）の部分にはPGAは含まれていないことが多いが、原種ならびに一部の品種には芋にもPGAが含まれているものがあり、これらは食用とされない。
食べる際には芽や緑色を帯びた皮は取り除き、長期保存された芋では、皮を厚く剥いて調理した方がよい。
PGAは、加熱による分解が少ない。PGAをたくさん食べたときの中毒症状は、めまい、吐き気、下痢などの症状を引き起こす。毒性はそれほど強くはないが、小児は発症量が10分の1程度と成人より少なく、保育園・小学校の自家栽培による発育不良の小芋は、特にPGAの量が多いため中毒例が多い。芽を大量に食べて死亡した事例もある。
対策としては、芋を太陽光に当てないで、冷暗所で保存し、芽や緑色になった皮の部分を完全に取り除く。PGAは水溶性のため、皮をむいて茹でたり水にさらすことである程度除くことはできるが、粉吹き芋で中毒した例が報告されているように、除ききれない場合がある。

## 栽培

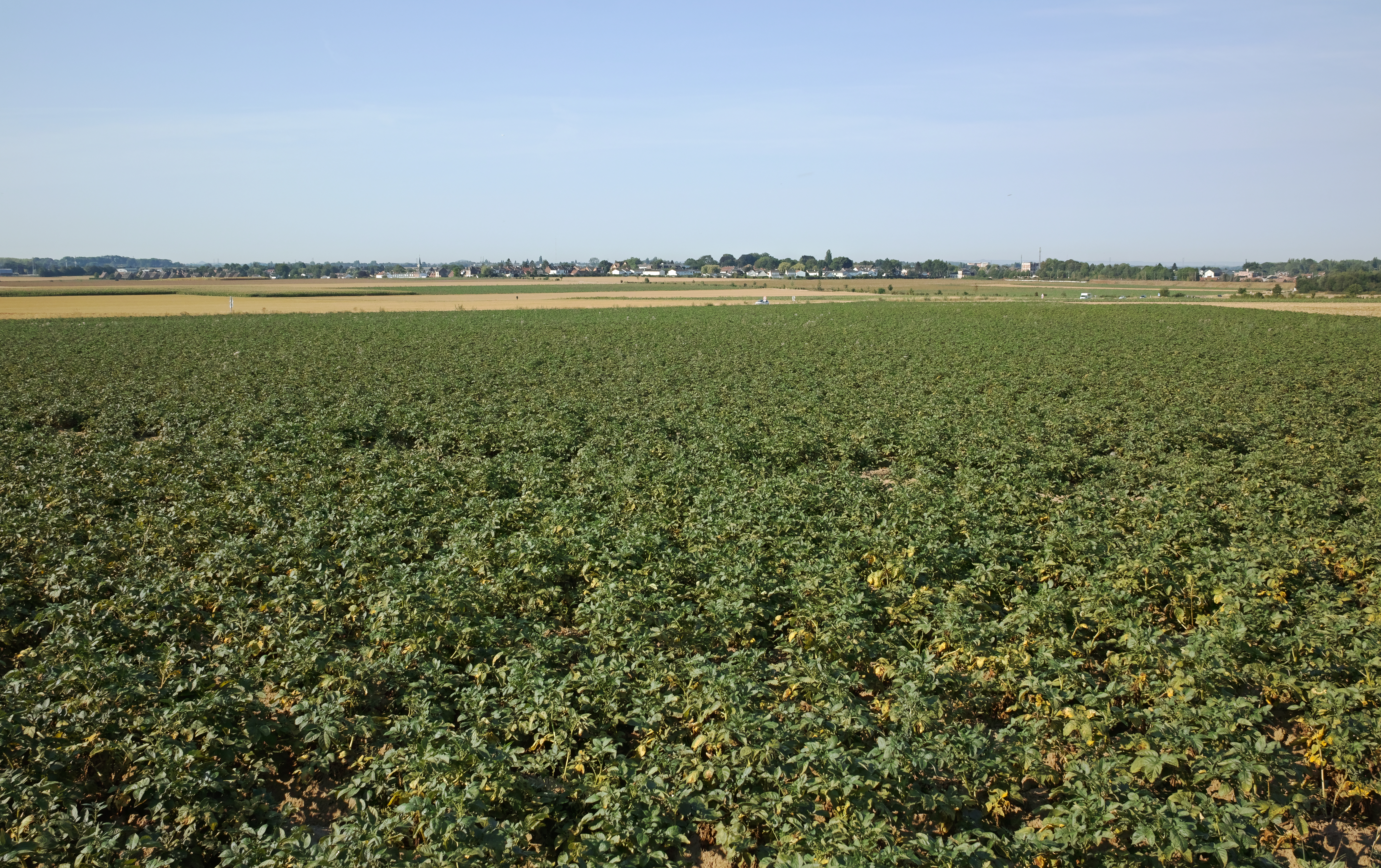
ジャガイモ畑（フランス北部）

誰でも比較的育てやすい野菜で、春に種芋を植え付けて夏に収穫する春作と、夏に植え付けて秋に収穫する秋作があり、3月から7月までの春作の方が栽培しやすい。土がたくさん入る比較的大きなプランター（コンテナ）でも栽培することができる。生育期間は約3 - 4か月で、他の芋類と比べて短いのが特徴である。収量も多いので、デンプン質作物としては最も生産効率が高く、輪作上も有利とされる。原産地は高冷地で乾燥しており、栽培適温は15 - 22度で他の芋類よりも低く、冷涼な気候を好み、高温に弱い性質を持つ。連作を嫌うため、ナス科の野菜を3 - 4年作っていない畑で、堆肥と元肥を入れて耕してから作付けする。土壌酸度はpH 7.0の中性を好むが、pH 5.5の酸性土壌でもよく育つ。

### 種芋の準備と植え付け
一般的な栽培をする場合、ジャガイモは「種芋」を植え付け培土して育成する。植え付けに行う種芋は、ウイルスに罹病していない専用に育成されたものが使われる。種芋の数を意図的に増やすために、一般的には種芋は、芋に適度な温度と光を当てて発芽させ、芽を中心にして適度な大きさ（半分 - 数個程度）に切り分け、芋の腐敗を防ぐために切断面を数日乾かすか灰などを塗布し、切断面を下に向け地面に置き、土をかぶせる。秋作では種芋を切ると腐敗しやすいため、種芋を小さく切らずに一片のみ切り取って芋に刺激を与えた状態で、あるいは切らずに丸のままの種芋をそのまま植え付ける。植え付けるときに切り口を下向きにするのは、雨水が地表から地中へしみ込む際に、切り口を下向きにした方が種芋の腐敗を防げるからである。種芋を植え付ける畑は堆肥を入れて耕して高畝を作り、株が畝の中央に30 cm間隔になるようにする。

### 芽かき・土寄せから収穫まで
植え付け後、一つの種芋から多くの芽が出るため、芋を充実させるために太い芽を2本（秋植えの場合は1本）ほど残して抜き取る芽かきを行う。種芋から出る芽を3芽以上にすると収量は上がるともいわれるが、芋は小さなサイズばかりが多くなる。イモとなる地下茎は種芋より上（地表に近い位置）にできるため、日光に当たって新しいイモが緑化していないように、また高く土を盛ることでイモがつく場所を確保して収量が上がるようにするため、株元の土を盛り上げる土寄せ（培土という）が行われる。土寄せは、芽が伸びて高さ5 - 10 cmくらいのときと、高さ30 cmのとき2回行って、最終的に畝の高さ30 cmほどのかまぼこ形になるようにする。花が咲き始めるころから肥料の吸収が盛んになり、追肥が行われる。種芋の植え付けから4か月後、葉が黄色くなって新しい芋が大きくなっていたらジャガイモの収穫期で、まわりから掘って、株ごと引き抜いて収穫する。掘ったイモは半日ほど天日干しして、傷があるものは腐るので取り除き、涼しい場所に保存する。葉が緑のうちに収穫した芋（新じゃがいも）は長期保存が利かないため早めに食べる必要があるが、地上部の茎葉が黄色く枯れるまで土中に置いた芋は、長期保存が可能な芋になる。大面積の耕作地では、収穫にハーベスターが使われ、土ごと芋が拾い上げられて、上部の選別台で大きさごとに選別される。収穫後は、芋の水分蒸散防止や病原菌進入防止のための表面処理が行われたあと、低温貯蔵庫で一時保管してから出荷される。

### 病虫害

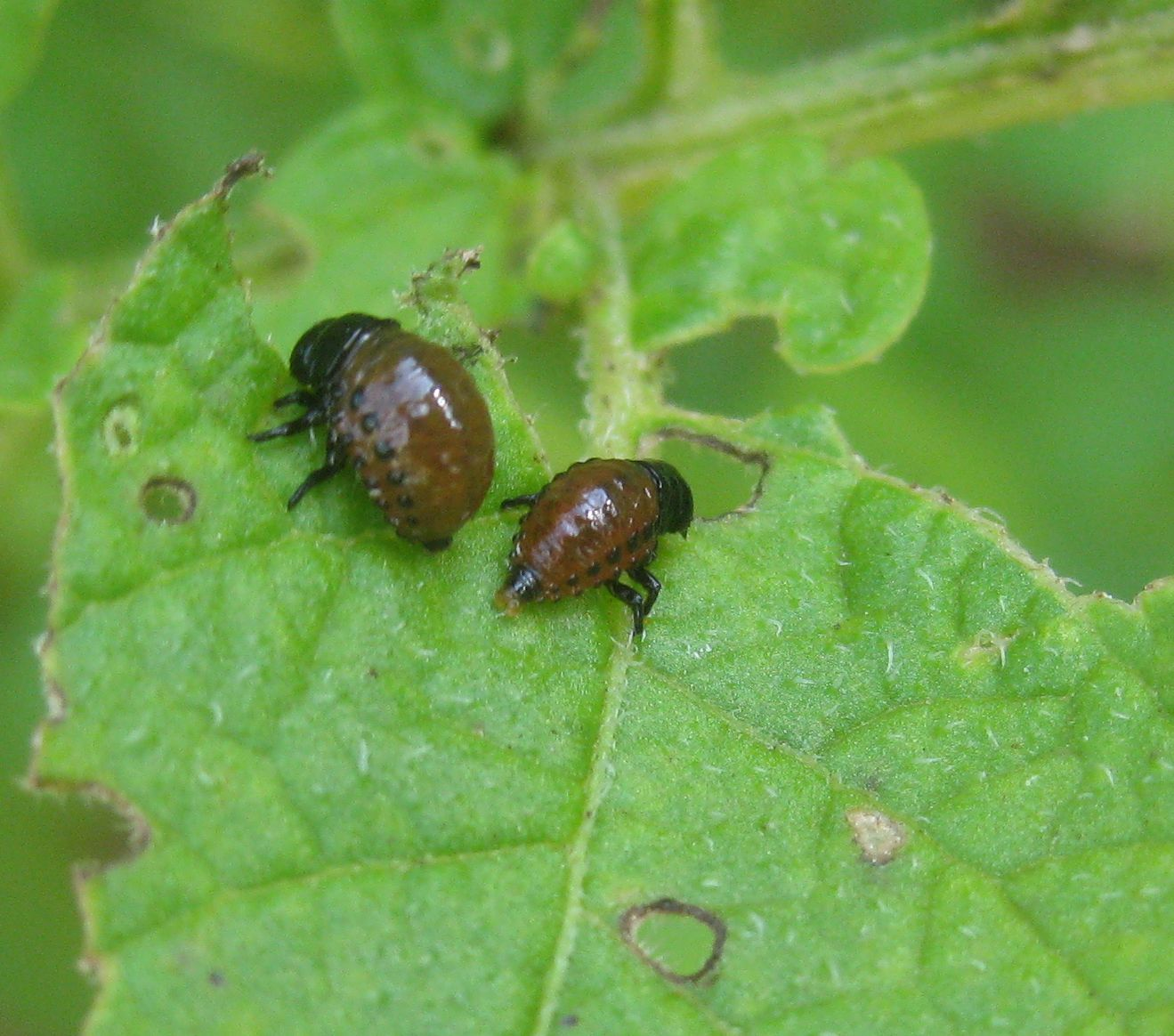
葉を食害するコロラドハムシの幼虫

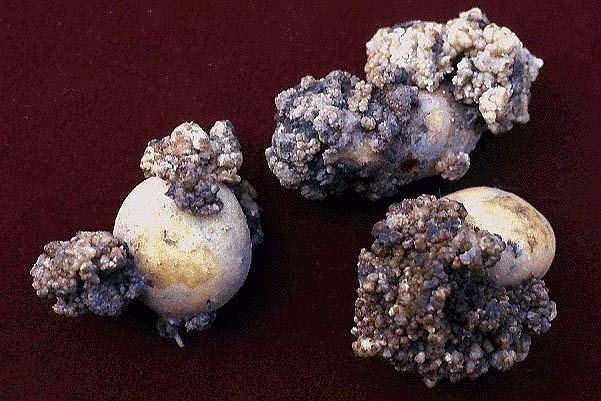
ジャガイモがんしゅ病菌に感染したジャガイモ

冷涼な気候や硬く痩せた土地にも強い反面、病害や虫の被害を受けやすく連作障害も発生しやすい。そのため、ナス・トマト・ピーマンなどのナス科野菜との連作や、近い場所での植え付けをしないように気をつける必要がある。ジャガイモの地下茎は水分と栄養が豊富なため、病原菌が繁殖しやすく、保存状態の悪い種芋や、収穫から漏れて地中へ残された芋は病害の原因となる。そのため、日本では植物防疫法の指定種苗となっており、種芋の売買が規制されている。
疫病は生育後半に発生して急速に広がり、塊茎の肥大や貯蔵性に悪影響を及ぼす。同じナス科のトマトと同じ病害が発生し、特に葉に湿った黒褐色の斑点が出る疫病は大敵で、見つけたら殺菌剤を散布して防除する。ジャガイモの代表的な病気にそうか病があり、そうか病は土壌のpHが高いほど活発になる性質があるので注意がいる。青枯病は発見次第、株を抜き取る。
害虫では、アブラムシ、ホオズキカメムシ、テントウムシダマシ（ニジュウヤホシテントウやオオニジュウヤホシテントウ）が発生しやすい。特にテントウムシダマシが葉を著しく食害する。いずれも成虫は落葉の下などで越冬し、春になるとナス科、特にジャガイモに多く集まって害を与え、葉の裏に卵を産み付ける。孵化した幼虫も大きな害を与えるため、幼虫のうちに早めの除去が必要とされる。食害痕を見つけたら、10日おきぐらいに数回ほど殺虫剤を散布して防除する。
| 種類       | 病虫害名 | 適用 |
| ---------- | --- | ---- |
| ウイルス病 | - モザイク病 - ジャガイモやせいもウイロイド |      |
| 糸状菌病   | - 黒あざ病 - 炭そ病 - 乾腐病 - がんしゅ病 - 粉状そうか病 - 疫病 -ジャガイモ疫病菌を含む。アイルランドのジャガイモ飢饉など寒冷地で幾度も飢饉を発生させた。 |      |
| 細菌病     | - 軟腐病 - 黒あし病 - そうか病 - 輪腐病 - zebra chip |      |
| 害虫       | - ジャガイモシストセンチュウ - ジャガイモシロシストセンチュウ - ジャガイモシストセンチュウの類似種。日本国内では長らく確認されていなかったが、2015年に初めて確認された。 - コロラドハムシ - アブラムシ類（ジャガイモヒゲナガアブラムシ、ワタアブラムシ、モモアカアブラムシなど） - ニジュウヤホシテントウ - オオニジュウヤホシテントウ |      |

日本は国外からの病害虫侵入を防ぐため生食用ジャガイモの輸入を禁止しているが、アメリカ合衆国は2020年3月31日に輸入解禁を要請した。

### 連作障害
ジャガイモはナス科野菜と同じ畑で栽培すると、そうか病や疫病や青枯れなどの連作障害が発生しやすい。連作を行うと土壌のバランスが崩れ、単純に生育が悪くなるだけでなく、病害や寄生虫が発生しやすくなる。ジャガイモに限らず、ナス科の植物はこの性質を持ち、例えばジャガイモの後にナスを植えた場合にも連作障害を起こす。
特にジャガイモに大きな被害を与える原因として、ジャガイモシストセンチュウによる生育阻害がある。このセンチュウは地中で増殖し、高密度になるとジャガイモの生育を大きく妨げる。例えば乾土1g中に100卵が存在する状態（高密度）では、収穫量が60%程度低下する。センチュウは宿主（ジャガイモなど）がない状態でも、卵状態（シスト）になり10年以上も生存し続ける場合があり、シスト状態は薬剤にも強いため根絶が難しい。卵を含む可能性のある土を移動させない、付着の恐れのある農具や運搬具の洗浄、といった拡散防止策がとられている。

また、長期の休閑や非宿主の作付なども対策として行われているが、センチュウ密度の低減には効果は低く、最も有効な密度低減対策は、抵抗性品種の作付である。ただし、センチュウはジャガイモには被害を与えるが、ヒトには無害である。このセンチュウは、種苗付着土や動物糞から伝染する。そのため日本では、アイルランド経由以外の、検疫を受けていない塊茎類の直接持ち込みは禁止されている。植物防疫法の指定種苗であり、種芋の販売が規制されて検査が義務づけられている。
ジャガイモの原産地であるアンデス中央高地では、古くから連作障害について認識されており、長期の休閑と輪作が行われている。ジャガイモの次は別の作物を植えるようにするだけでなく、3から4サイクルで一つの区画を利用したあと長期の休閑をとる。休閑の長さは、人口密度や畑の大きさによって様々である。
日本国内においては、1947年（昭和22年）に行われた農地改革で、共有地が崩壊し耕作地が私有地化され、個人が所有する土地区画が狭くなったため、長期の休閑が行えず、シストセンチュウが再び問題になってきている。
アンデスのいくつかの地域では、マシュア（イサーニョとも、学名：Tropaeolum tuberosum）と呼ばれるノウゼンハレン科の塊茎類を混植することで、シストセンチュウの発生を抑えている。マシュアは、その根からシストセンチュウを避ける分泌物を発生することが科学的に確認されている。また、インカ時代には、このマシュアは男性の性欲を抑える働きがあることが知られており、長期間にわたる兵士の出征や労働賦役に際して、性衝動をコントロールする目的で利用されていたことが、スペイン人の記録文書に残されている。

## 生産
国際連合食糧農業機関 (FAO) の統計資料 (FAOSTAT)によると、2014年の全世界におけるジャガイモの生産量は3億8168万トン、主食となるイモ類では生産量は最大。生産地域は大陸別ではアジアとヨーロッパが4割ずつを占め、インドを除くといずれも中緯度から高緯度北部に分布。上位5カ国で全生産量の57%を占める。日本の生産量は245万トン（世界シェア0.64%）。
1. 中国 9557万トン (25.0%)
2. インド 4640万トン (12.2%)
3. ロシア 3150万トン (8.3%)
4. ウクライナ 2369万トン (6.2%)
5. アメリカ合衆国 2005万トン (5.3%)
6. ドイツ 1160万トン (3.0%)
7. バングラデシュ 895万トン (2.3%)
8. フランス 809万トン (2.1%)
9. ポーランド 769万トン (2.0%)
10. オランダ 710万トン (1.9%)

長期間の保存に適していないため、生産量に比べ、貿易量は多くない。貿易の多くは下図に示すとおり、欧州域内などの地域的近接によるものがほとんどである。
| 輸出     | 輸出        | 輸入     | 輸入        |
| 国名     | 輸出量（t） | 国名     | 輸入量（t） |
| -------- | ----------- | -------- | ----------- |
| フランス | 2,029,859   | ベルギー | 1,973,552   |
| ドイツ   | 1,855,862   | オランダ | 1,593,031   |
| オランダ | 1,800,367   | スペイン | 725,397     |
| ベルギー | 959,447     | ドイツ   | 690,069     |
| カナダ   | 520,123     | イタリア | 642,875     |

### 日本
農林水産省の統計資料による平成28年度の都道府県別収穫量では、全国約216万トン中で北海道（道内各地、特にオホーツク地方、十勝地方）が約170万トンと全国の8割を占める。
1. 北海道 171.5万トン (77.5%)
2. 長崎県 6.8万トン (4.6%)
3. 鹿児島県 6.01万トン (3.6%)
4. 茨城県 4.74万トン (2.2%)
5. 千葉県 2.87万トン (0.9%)

## 利用法
塊茎（イモ）は主に食用にされ、味にクセがなく、野菜としても、また穀類としての両面を持ち合わせている。主成分がデンプンであることから、コメや麦、トウモロコシと並んで、国によっては主食にもしている。またビタミンCに富み、副菜の材料としても使われる。一年中出回っているが食材としての旬（北半球）は、一般に秋から冬（10 - 2月）、新ジャガイモでは初夏（5 - 6月）とされる。凸凹が少なくて、皮の表面にシワがなくなめらかで、芽が出てなく、緑色に変色していないものが良品とされる。ジャガイモの芽、茎、葉、花、果実、緑色になったイモには、中毒を引き起こすソラニンというアルカロイド成分を含むため、食用や薬用に用いることは避けるべきである。
ジャガイモの利用形態は、生食（青果）、加工、デンプン原料の3種類に大別される。加工用としては、ポテトサラダ、スナック菓子（ポテトチップスなど）、フライドポテト、冷凍食品・惣菜（コロッケなど）がある。デンプンは、いわゆる片栗粉として流通している粉末の原料であり、インスタント麺などの原料にもなる。
通常は廃棄される皮の利用も研究されている。

### 栄養価

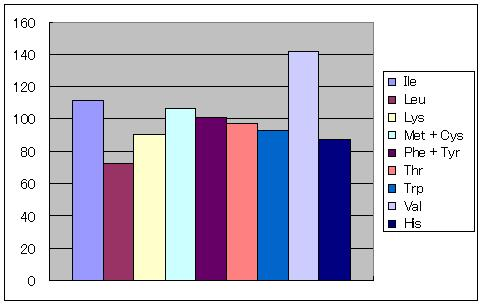
ジャガイモのアミノ酸スコア

ジャガイモの塊茎（イモ）にはデンプンを13 - 20%、たんぱく質を1.5 - 2.6%含み、ビタミンA（カロテン）以外のビタミンB1・B2・Cなどのビタミン類やカリウムも豊富に含んでいる。デンプン質を多く含む割には、低カロリーな食品でもあり、エネルギー量は炊いた米飯の約半分である。ジャガイモには約80%の水分が含まれ、残りは炭水化物がほとんどであり、炭水化物の90%がデンプン質である。少量であるが、炭水化物の中に蔗糖や果糖も含んでおり、特有のおいしさを形成している。
芋類の中でも特にビタミンCが豊富に含まれ、フランスでは「大地（畑）のリンゴ（pomme de terre：ポム・ド・テール）」と呼ばれ、ドイツ語や上述のオランダ語でも同様の表現が存在する。ビタミンCは熱に弱い性質をもつが、ジャガイモの場合では主成分のデンプン質に包まれているため、加熱調理をしても失われにくい利点や、長期保存をしてもほとんど損失しないという特徴がある。ジャガイモは動物性たんぱく質を減らす効果があるとされ、間接的に尿酸値の増加を抑える効果が期待できる。
ジャガイモには可食部100グラム中、食物繊維1.3グラムと豊富に含まれており、便秘解消や大腸癌予防効果が知られている。
様々な栄養素に富む食品であるジャガイモではあるが、アメリカなどではフライドポテトやポテトチップスとして、大量に消費しているため、健康的な消費の仕方とは言いがたい。煮たり、蒸したり、焼いたりといった日本食的な食材を活かした調理方法であれば、健康的に良い食品だといわれている。

### 料理

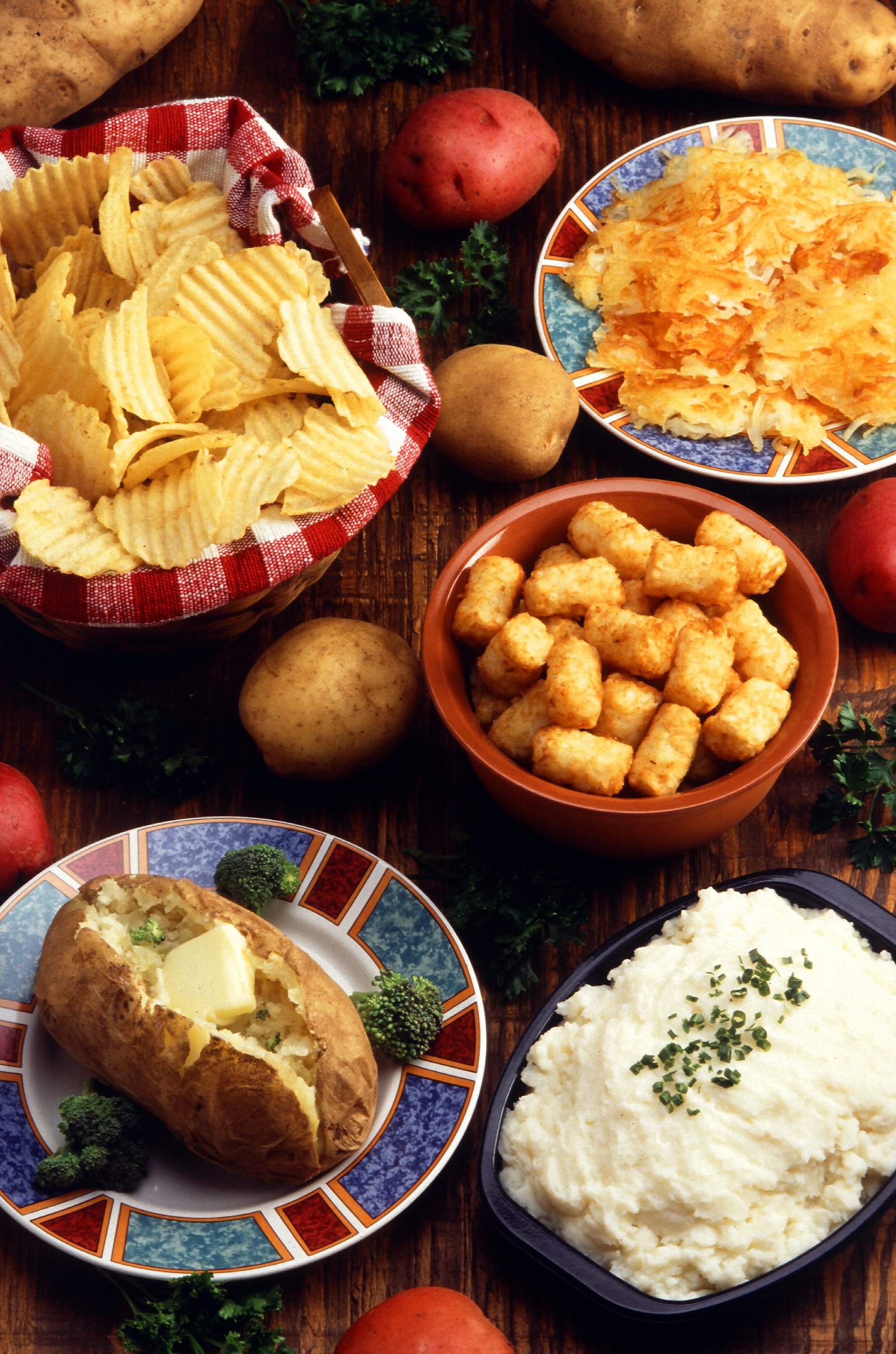
ジャガイモを用いた料理の例。左上からポテトチップス、ハッシュドポテト、テイタートッツ、ベークドポテト、マッシュポテト。

ジャガイモは各地域で様々な料理に用いられる。形状・加熱の具合や水分量によって多種多様な食感になり、様々な調味料や油脂、乳製品などとの相性が良い。
日本では一般家庭料理の範疇に属するものとして、肉じゃがや粉吹芋、ポテトサラダ、いももちなど、じゃがいもを主な食材とする料理がある他、カレー、シチュー、グラタン、おでん、味噌汁などの具にも広く用いられる。じゃがバターもポピュラーである。
フライドポテト、マッシュポテト、ベイクドポテト、ヴィシソワーズ、スープ、コロッケなど、欧米ではジャガイモを主体とした料理が多くあり、そのまま蒸かして主食とする食べ方もある。他にジャガイモ料理としてアイリッシュシチュー、トルティージャなどが挙げられる。
中国では、千切りしたジャガイモの炒め物も一般的である。また、日本以外では、パンの材料に用いられる（じゃがいもパン）。他にパスタ（ニョッキ）にも使われる。

### 調理上の特性
ジャガイモに含まれるチロシンは酸素に触れるとメラニンを生じ褐変を起こすため、皮を剥くなどした切断面を水にさらす方法などで褐変を防ぐ。ただし、30分以上水にさらしてしまうと、細胞膜内のペクチンと水に含まれる無機質が反応して細胞膜が強くなり火が通りにくくなる。
品種によって特性が異なるので、料理によって使い分けをする。比較的粘りが少ない粉質の芋（男爵薯など）は、コロッケや粉吹き芋に向いており、皮付きのまま芋を茹でるようにすると、デンプン質が水に流れ出るのを防いで水っぽくならず、ほっくり感がある食感を残して茹で上げることができる。粘りがある粘質の芋（メークインなど）は、煮込み料理向きで、サラダにしてもよい。
煮崩れは、細胞内のデンプンが吸水し膨らみ変形するためで、粉質系の男爵は加熱するとホクホクした食感になり、粘質系のメークインはネットリした食感になる。
春先に出回る早採りしたジャガイモは「新しゃがいも」「新じゃが」として親しまれ、皮が薄くて水分が多いため、小ぶりのものは皮を剥かずにまるごと調理して、蒸し芋、煮ころがし、揚げ物に向いている。

### 保存食
ジャガイモは、古くから凍結乾燥させるという方法で保存性を高め、保存食として利用されてきた。先コロンブス時代、中央アンデス地域において、冷凍したジャガイモを踏みつけることを繰り返すことで水分と毒を抜く方法が発明され、長期にわたる保存・備蓄が可能になった。この凍結乾燥したジャガイモのことを「チューニョ」と呼ぶ。現在でもボリビアやペルーの高地（アルティプラーノ）ではチューニョが利用されている。乾燥したチューニョはまるで小石のように見える。塩味のスープに入れて長時間煮込んで食べるが、質の悪いチューニョはアンモニアのような臭いがすることがある。また、若干作り方が異なり、イモの種類も異なるが、原理的にはチューニョと同じ凍結乾燥ジャガイモに「トゥンタ」と呼ばれるものがある。これもペルー南部やボリビアなどで広く食べられている。
日本でも、山梨県の鳴沢村や長野県の一部地域では、ジャガイモを寒冷期の外気温で冷凍させ、踏みつけることを繰り返して、重量と体積を減らし、保存性を高める方法が存在する。「しみいも」「ちぢみいも」などと呼ぶ。
北海道のアイヌ民族も、秋に収穫し切れなかったジャガイモや傷のあるジャガイモを畑に放置し、雪に埋もれて凍るに任せる。放置されたイモは凍結と解凍を繰り返し、干からびて体積が減る。この工程を経て作られた保存食を「ポッチェイモ」「ペネコショイモ」などと呼び、食べる際は水で戻して丸め、団子にして脂を引いた平鍋で焼く。
こうした保存食とは異なるが、現代の北海道では、低温で一年半ほど保管して熟成させ、デンプンを糖化させて甘くしたジャガイモが商品化されている。
長期の貯蔵に耐えられる品種も開発されている。

### 加工食品
スナック菓子としてポテトチップスが広く食べられている。ただし、タンパク質の成分としてトリプトファンが多く、焦がした場合ニトロソアミンに変化することがあるので注意が必要である。高温で揚げるポテトチップス用の品種も存在する。
2014年のジャガイモ収穫量は245万トン、うちポテトチップ用は37万トンである。特にカルビーは国内で収穫された17%を使用している。

### デンプン採取
ジャガイモは、そのものが調理に使われるだけでなく、豊富に含まれるデンプンを抽出したものが片栗粉として販売されている（片栗粉は本来はカタクリのデンプンを粉にしたものであるが、現在市場に出回っている片栗粉のほとんどはジャガイモのデンプンである）。

### 酒造
豊富なデンプンをもつジャガイモは、ウォッカ、ジン、アクアビット、焼酎、ソジュ（韓国焼酎）など蒸留酒の原料にも用いられる。
日本においても、近年、北海道では特産のジャガイモを使ったジャガイモ焼酎（しょうちゅう乙類）の生産が広く行われるようになっている。また、長崎県でも特産品としてジャガイモ焼酎を製造している酒蔵がある。1979年4月に、北海道斜里郡清里町の清里町焼酎醸造事業所が、日本で最初のジャガイモ焼酎となる清里焼酎を製造販売した。以後、北海道の多くの焼酎メーカーがジャガイモ焼酎に参入している。ジャガイモ焼酎は、サツマイモで作る芋焼酎と比べると癖が少なく飲みやすいものとなる。

### 薬用
ジャガイモを薬用で使うときは、塊茎（イモ）が薬用部位となり、洋芋（ようう）と称する場合がある。イモはすべて皮をむき、芽を完全に取り除いてから用いる。使用にあたっては、あまり体質を問わない薬草でもある。体内のナトリウムを排出する作用があるカリウムを多く含むことから、高血圧予防にも役立つといわれている。
民間療法で、湿疹、かぶれ、打ち身、くじき、やけどには、生のジャガイモをすりおろして、小麦粉と酢を混ぜてガーゼなどに延ばして患部に冷湿布すると、痛みが和らぎ、早期治療に役立つといわれている。痛風には、日常の食事にジャガイモを取り入れるとともに、前述の冷湿布を併用すれば効果的とされている。
胃潰瘍、十二指腸潰瘍には、ジャガイモをすり下ろして土鍋に入れ、水分を飛ばして黒くなったものを1日1回2グラムほど服用する。

## 主要品種

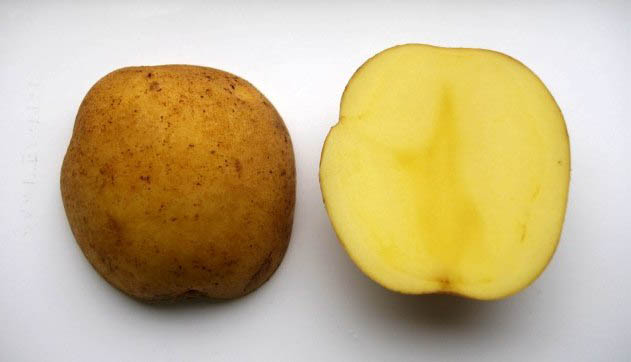
とうや

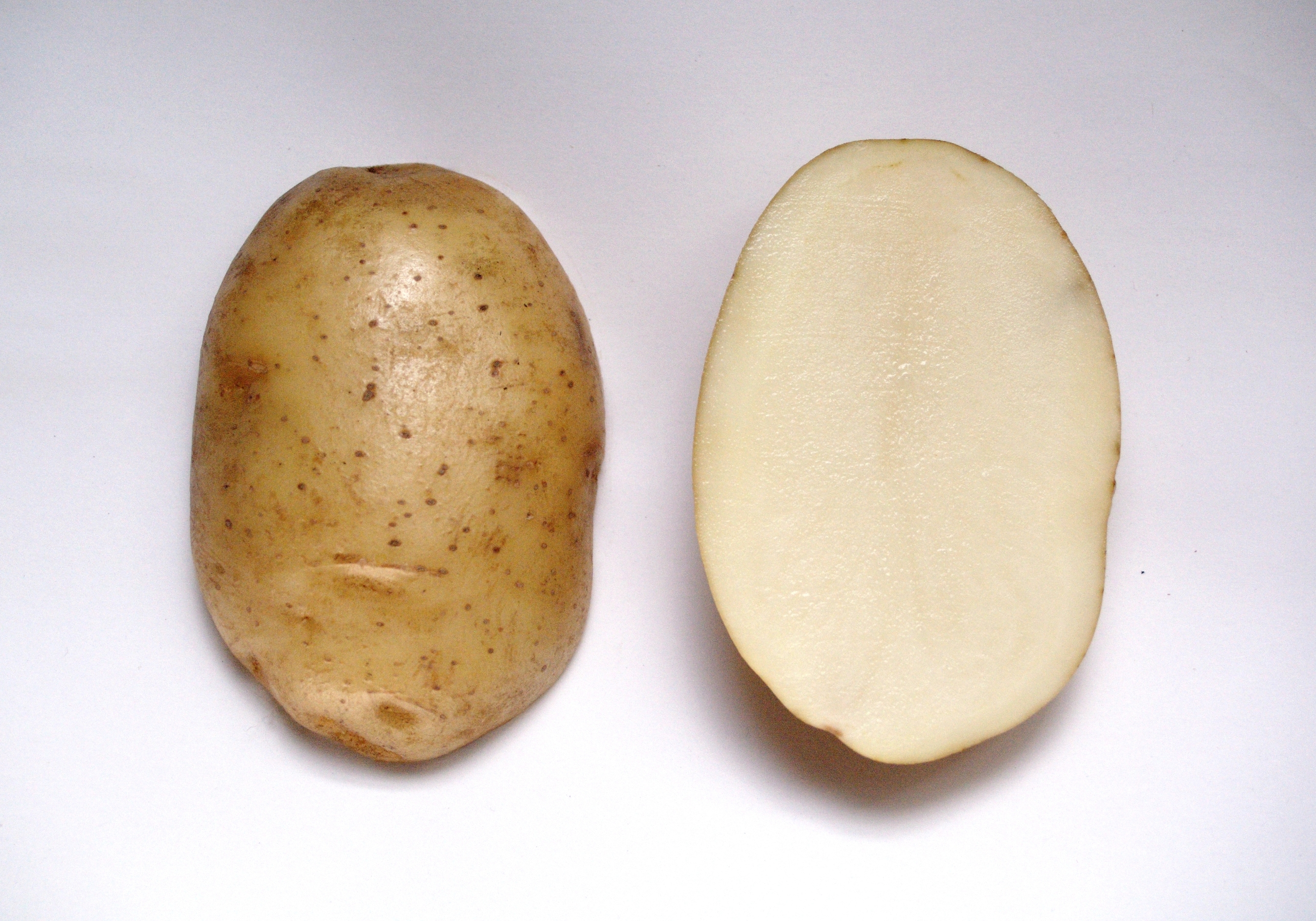
トヨシロ

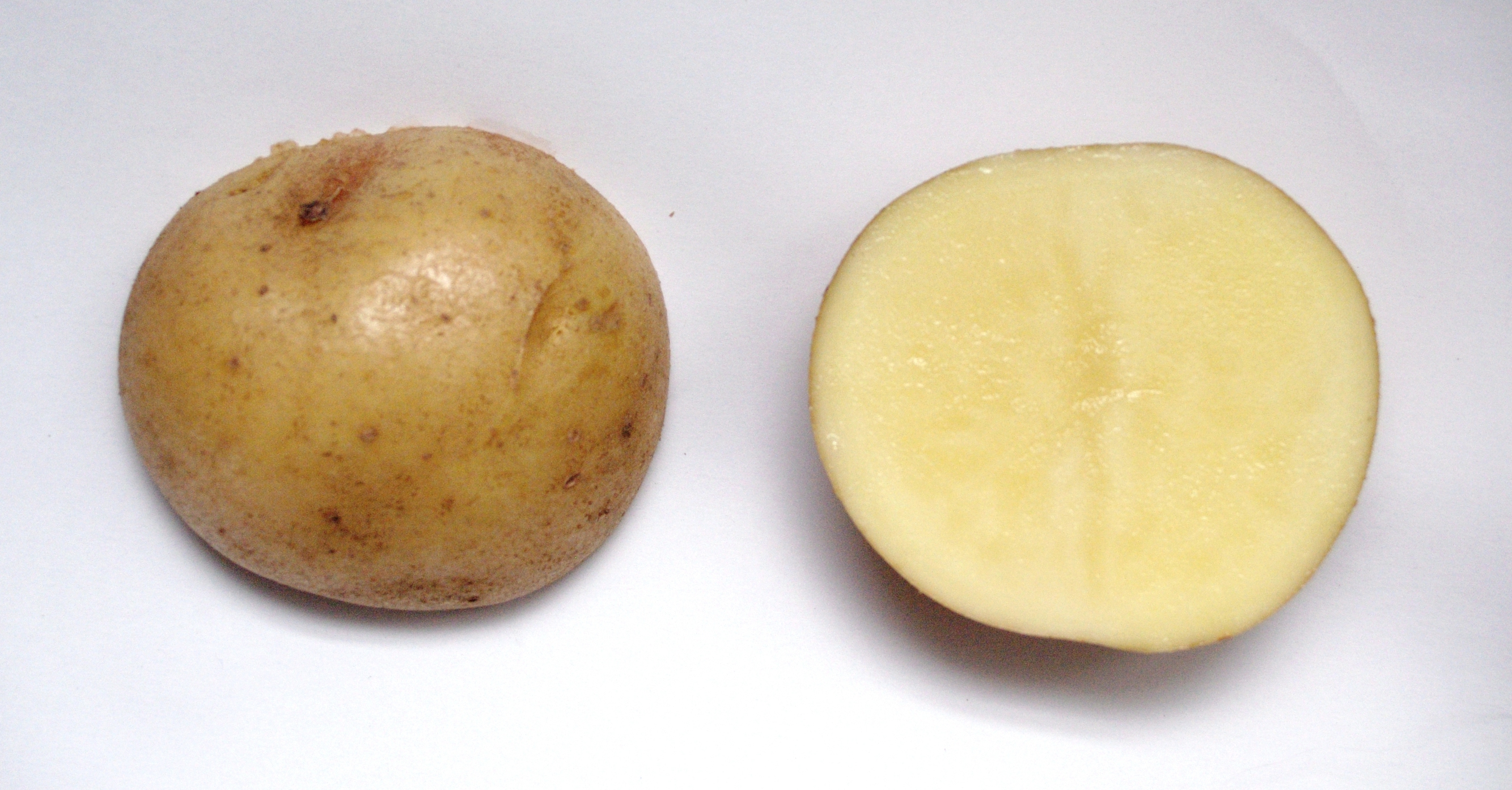
ニシユタカ

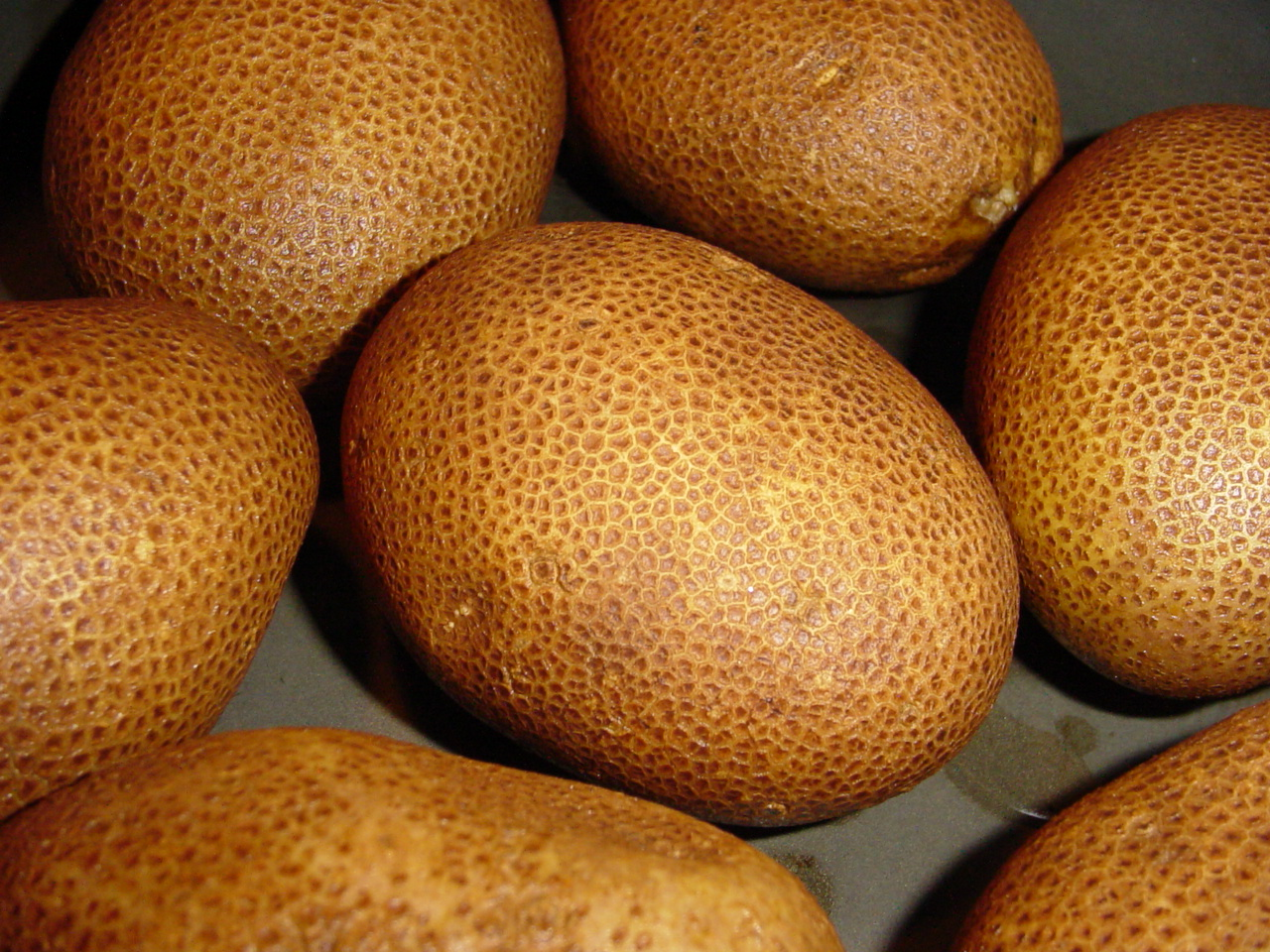
ラセットバーバンク

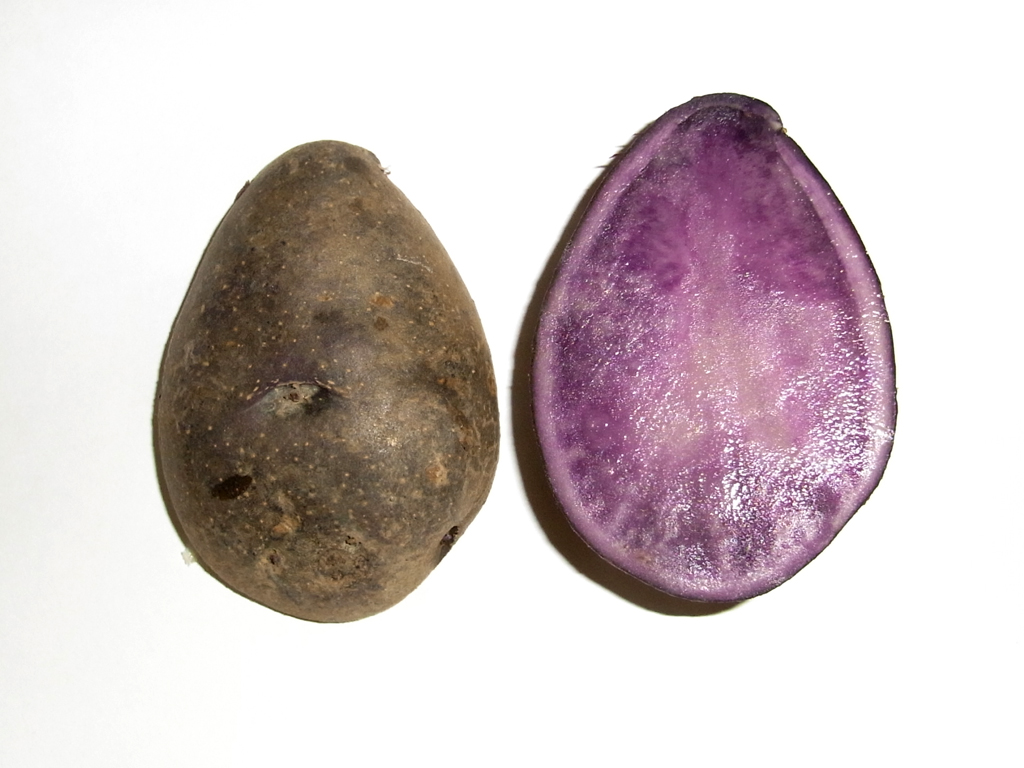
シャドークイーン

栽培特性（耐病性、収量）、加工特性、流通・保存特性、食味など様々な観点から品種改良が行われている。カルビーポテトはポテトチップスに最適な品種、栽培法、貯蔵法を研究するために馬鈴薯研究所を設立し、様々な品種（ぽろしり、ゆきふたば）を開発している。
ジャガイモは、品種によって芋の皮の色や肉色、粉質・粘質と性質にも違いがあり、花色にも白色から紫色まである。粉質の品種はホクホクした食感が特徴で、粘質の品種は肉質がきめ細かく、煮崩れしにくい。日本では男爵薯とメークインが2大品種で作付面積の半分以上を占め、その他の農林1号、デジマ、ワセシロなど合わせて99品種が品種登録されている。現在では公的機関や民間企業の他、農家により突然変異を基にした新種育成もまれに行われている。原産地では、皮や肉質に色素がある系統の様々な品種が栽培されていて、近年の日本国内においても、皮色や肉色に色素がある品種も生産されるようになっている。なお、以下の説明における「生食用」は家庭や飲食店での調理素材であることを意味し、非加熱で食用とする意味ではない。
男爵薯（だんしゃくいも）

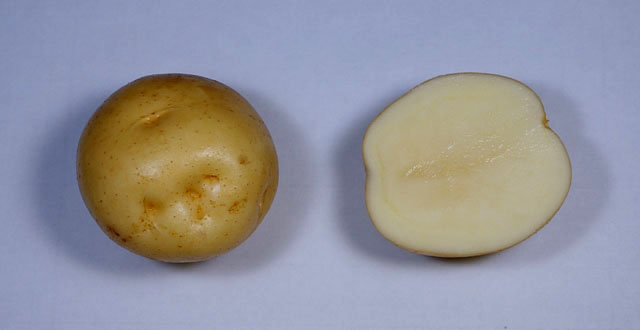
男爵薯

生食用品種。球形に近く、肉色は白色で粉質。英名は「アイリッシュ・コブラー（Irish Cobbler,「アイルランドの靴直し職人」）」といい、1876年ごろにアメリカで赤い「アーリーローズ」の白色変異種として発見され、発見者にちなみ命名されたと伝えられているが、近年の調査で「アーリーローズ」由来説は否定されており、何らかの雑種由来と考えられている。明治時代の1908年に川田龍吉男爵がイギリスから持ち込んで日本に定着させた品種。デンプン含有量は約15%と多く、ホクホクした食感が得られるが、長時間煮ると煮くずれしやすいため、粉吹き芋やマッシュポテト、コロッケなど潰してから使う料理に適している。芽の部分が大きく窪んでおり、でこぼこした形状なので皮をむきにくい。主に、東日本で主流の品種である。花は薄い紫色、雄性不稔のため父親とはならないが、直接の母として「キタアカリ」「農林1号」などがあり、交配によらないものとしてプロトクローンから「ホワイトバロン」が選抜された。

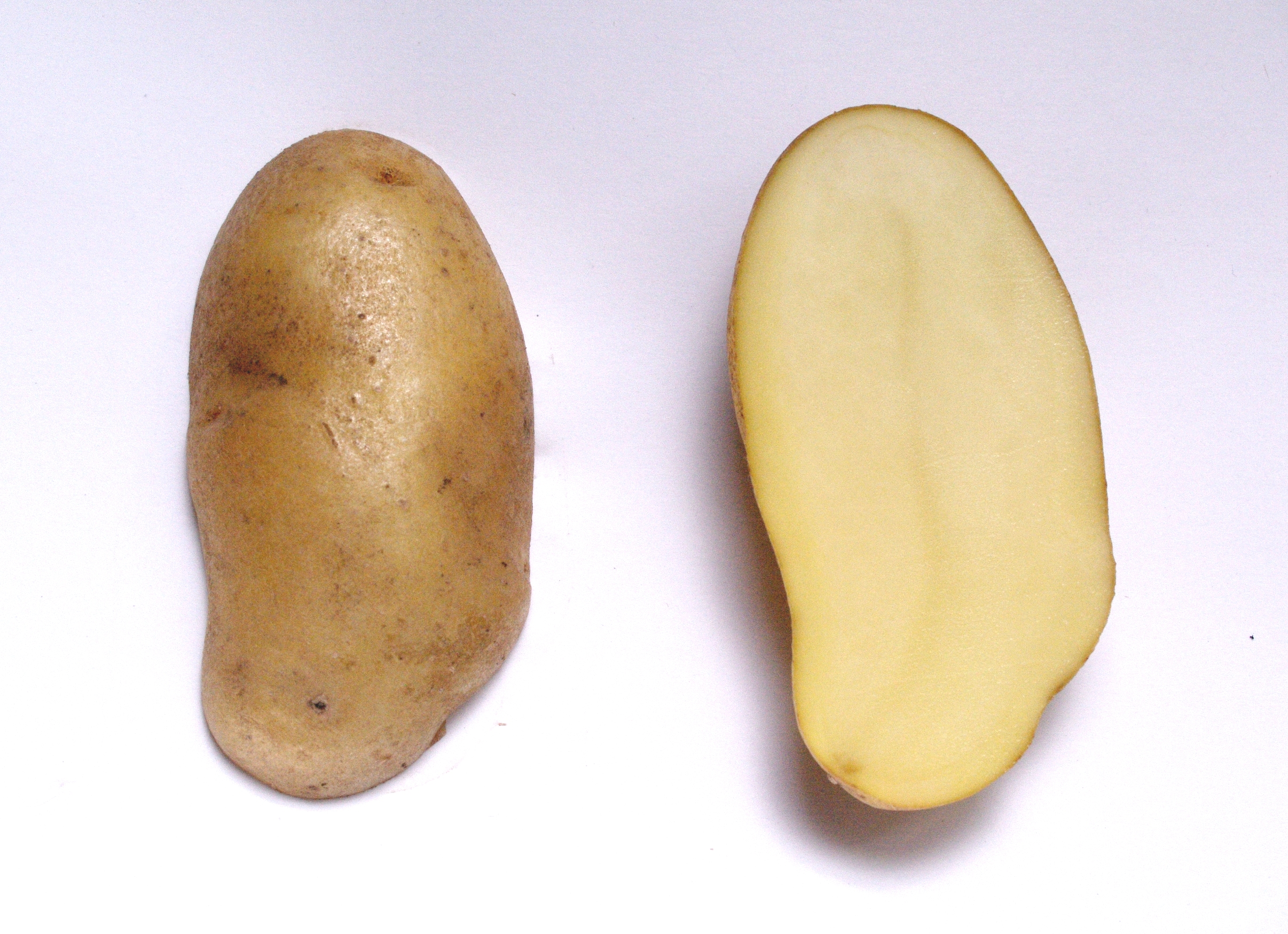
メークイン

生食用品種。英名は "May Queen（メイ・クイーン）" で、春においしくなることから名付けられたとされる。イギリスで民間に栽培されていたのが1900年に登録され、大正時代に日本に持ち込まれた品種。北海道厚沢部町の道立試験場で初めて栽培されたことから、同町はメークイン国内発祥の地として自認しており、毎年、夏祭りで世界最大のコロッケを揚げてPRしている。
粘質で、煮くずれしにくいため、カレーやシチューや肉じゃがなど、煮込み料理に適している。花色は白斑入りの紫色で、芋は卵形か腎臓形の楕円形状で、皮が黄色く肉質は淡黄色。凸凹も少なく、皮は剥きやすい。主に西日本での消費が多い。世界的に見ても、特に日本で人気がある種（イギリスでも今日では忘れ去られている）。「メイクイーン」と呼ばれることも多いが、日本における品種名としてはメークインが正しい名前である。花は紫色で雄性不稔。長年派生種は存在しなかったが、21世紀に入って俵正彦により突然変異から「タワラ小判」「タワラ長右衛門宇内」が選抜された。

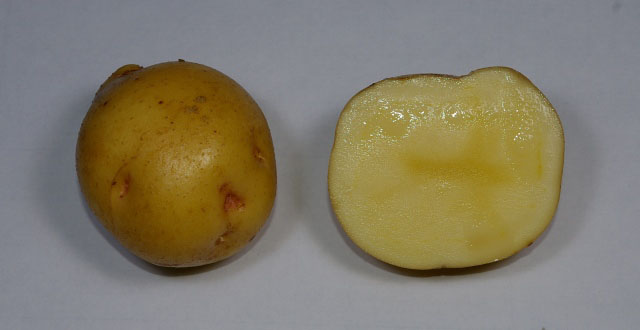
キタアカリ

生食用品種。北海道の品種で花色は赤紫、芋は偏球形で、皮が白黄色で肉色は黄色味を帯び、デンプン含有量17%で粉質。男爵薯を母親として、ジャガイモシストセンチュウ抵抗性を付与させて農研機構（旧農林水産省北海道農業試験場）で育成したもので、1987年に品種登録された。カロテンやビタミンCの含有量が多い。男爵薯同様に煮崩れしやすく、粉吹き芋やマッシュポテト、ポテトサラダ、コロッケに向いている。独特の甘味と、ほっくりした食感がある。
コナフブキ
でんぷん原料用品種（農林認定：ばれいしょ農林26号）。日本において男爵薯についで生産量の多い品種で、北海道のみで作付されている。ジャガイモの最大の害虫とされるジャガイモシストセンチュウに対する抵抗性を持たず、近年は生産量を減らしている。
とうや

生食用品種。品種名は北海道洞爺湖に由来し、皮と肉色から別名「黄爵」（こうしゃく）ともよばれる。ジャガイモシストセンチュウ抵抗性およびウイルス病 (PVY) 耐性および大粒で早出しを目標として、農研機構（旧北海道農業試験場）で育成され、1995年に品種登録された。花色は白色、芋は皮は褐色がかった黄色で、内部の肉色が黄色く、カロテンやビタミンCの含有量がやや多い。デンプン含有量は15%でやや粘質、煮物に適しており、揚げ物には向いていない。
ワセシロ
生食（加工）用品種。北海道立根釧農業試験場で育成され、1974年に品種登録。新じゃがポテトチップの材料として使用される。
トヨシロ

加工用品種。品種名は、収穫量が豊富で芋の肉質が白色であることから命名された。北海19号とエニワの交配種で、1976年に品種登録。デンプン含有量は16.3%でやや粉質、油加工で変色しにくく、ポテトチップの材料として生産されている品種。花色は白色で、芋は扁円形、皮は淡黄白色をしている。風味は男爵薯に較べると劣るといわれるが、揚げると男爵に比べ色合いが良い。
ホッカイコガネ
生食用品種。「トヨシロ」を母、「北海51号」を父として交配された品種で、1981年に品種登録。花色は淡赤紫色、芋はメークイン似た長楕円形で、皮は淡褐色、肉質はやや黄色みを帯びている。デンプン含有量は16%でやや粘質、煮崩れしがたく、煮崩れに対する強さはメークインを上回る。また油加工でも変色しにくく、フレンチフライの主力品種になっている。収穫時期がメークインより遅いので、その代替品として店舗に並ぶことも多く、「黄金メーク」「コスモメーク」などの別名でも呼ばれる。

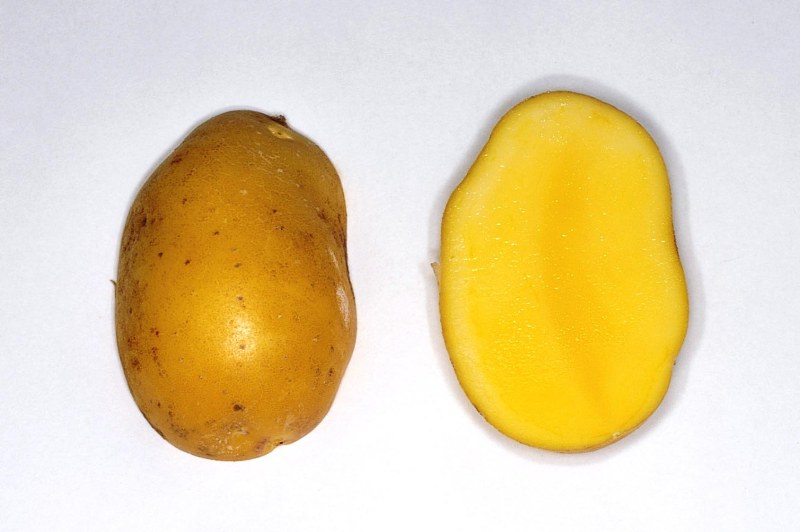
インカのめざめ

2002年に日本で育成されて種苗登録された品種。花色は紫色で、芋は小粒で卵形、皮は黄褐色で肉色が黄色みの強い。アンデス産の小粒で食味が良い種（S. tuberosum ではなく、2倍体の P. phureja）と、アメリカの品種 Katahdin の半数体を交配させ、日本の長日条件下で栽培できるように開発した2倍体の品種（2倍体のジャガイモの品種は日本初）。デンプン含有量は18%で粉質と粘質の中間。甘みが強く、サツマイモや栗に似た濃厚な味となめらかな口当たりをもつなど食味はよく、製菓材料にも使われる。収穫量は少なく、病虫害に弱いことから他の品種と比較して栽培が難しい。また発芽しやすく、長期の保存には不向きである。生食用品種として人気が高まってきているが、生産量は少なくジャガイモの中では高価である。北海道十勝地方の幕別町などが主産地である。長期冷蔵貯蔵によりさらに糖度の増加した物もあり、近年ではその風味を生かした本格焼酎の原料にもなっている。
インカのひとみ
「インカのめざめ」から作られた品種で、イモは小粒。皮は赤色と黄色の斑模様になり、黄色い肉質が特徴。クリのようなホクホクした甘みがある。

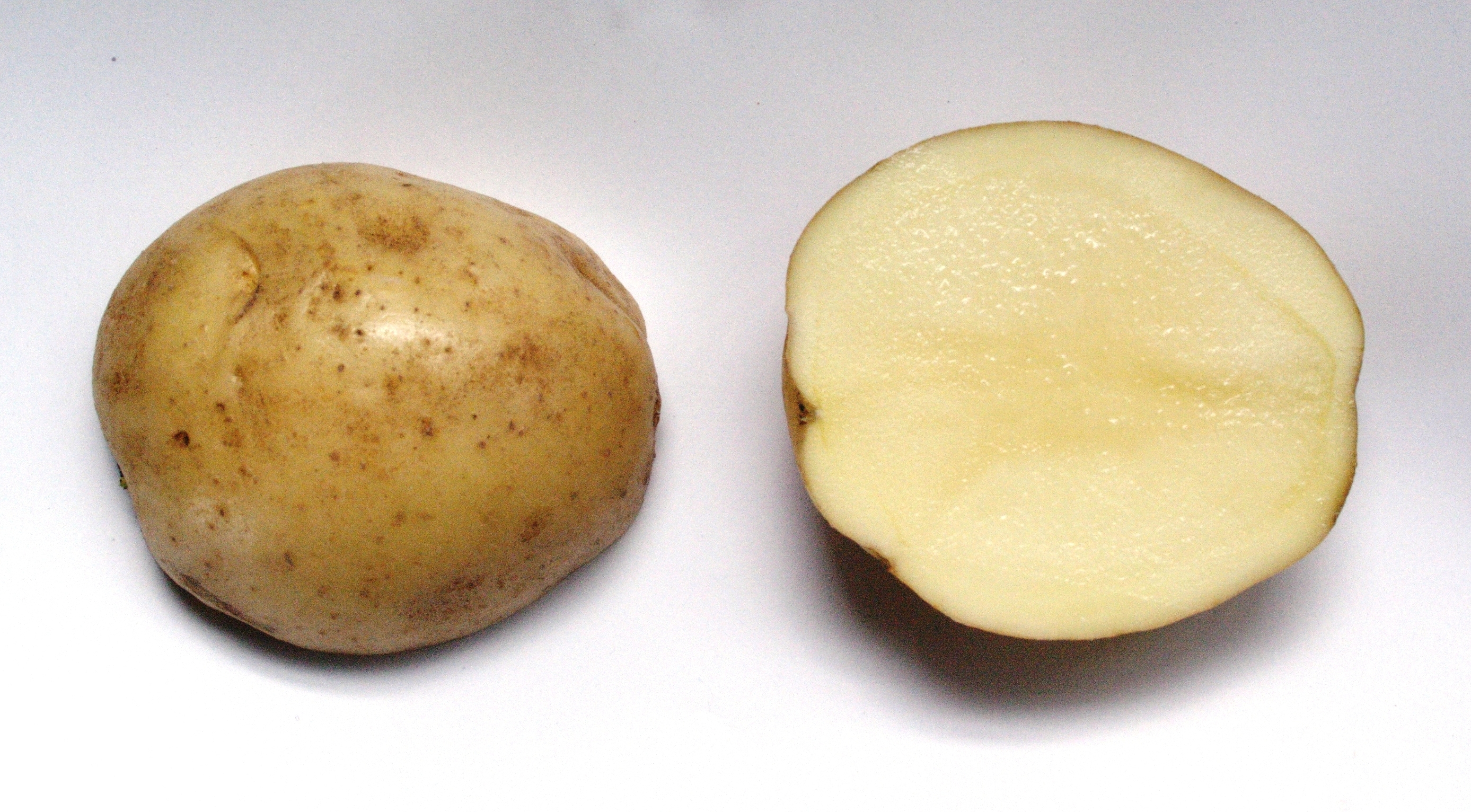
デジマ

長崎県総合農林試験場で交配・育成された暖地向け二期作用品種で、1971年（昭和46年）に品種登録された。品種名は江戸時代に外国への窓口であった長崎の出島に因んだもの。長崎県を中心に四国や九州地域で多く栽培される。花色は白色で、芋は扁円形、皮は淡黄色、肉色は黄白色。生育旺盛で、暖地では秋作にも向く。デンプン含有量は春作が約11%、秋作は約13%で、秋作の方が粉質傾向がある。煮物から揚げ物まで広範囲に利用され、適度に煮崩れして美味だが、明るい所では緑化しやすい。
農林1号
日本で馬鈴薯として第1号登録された品種。花色は白色で、芋は扁楕円形、皮は黄白色で肉質は白い。やや粉質で、デンプン含有量は16.6%あり、粉ふき芋などに向く。
ニシユタカ

長崎県をはじめとした九州の赤土で作られる主要品種の一つ。芽が浅くて窪みが少ない。長崎県総合農林試験場で交配・育成され、1978年（昭和53年）に品種登録された。親は母がデジマ、父が長系65号。茎は短く直立、肥大性良、多収で栽培しやすい品種。やや粘質で、煮崩れしにくく甘味もある。
ラセット・バーバンク

英名は “Russet Burbank potato”。1875年にアメリカ合衆国の種苗家ルーサー・バーバンクが開発した『バーバンク』の突然変異により1910年ごろに誕生。大きくなるためフライドポテトに向き、日本へも加工品が多く輸出されている。
日本では環境の違いから収量が得られず栽培されず加工品の輸入に頼っていた。カルビーポテトがポテトチップス用として『ぽろしり』を開発し北海道で栽培されるようになった。
“Russet” は、「ザラザラした」という意味で、芋の表面の特徴に因む。ラセット・バーバンク以外にもラセット・レンジャー、ラセット・ノーコタ、ノーキング・ラセット、シェポディーなどの品種があり、これらを総称して「ラセット種」「ラセットポテト」などと呼ぶ。これらラセット種は、アメリカで最もポピュラーな品種である。
シンシア
仏名は “Cynthia”。フランスのジャガイモ育種・販売会社であるジェルミコパ社により育成され、1996年に登録された品種。日本では2003年2月に品種登録された。他の品種と比べ卵形のシンプルな形状をしており、切り口は薄い黄色をしている。粘質で貯蔵性に優れ、煮物にしたときの煮崩れが少ない。生でスライスしてサラダにも使われる。
シャドークイーン

2006年（平成18年）に登録された品種で、アントシアニンを豊富に含み、皮も肉質も濃い紫色になる。楕円形で、加熱するとねっとりした食感になり、焼いたり揚げたりする調理にも向いている。

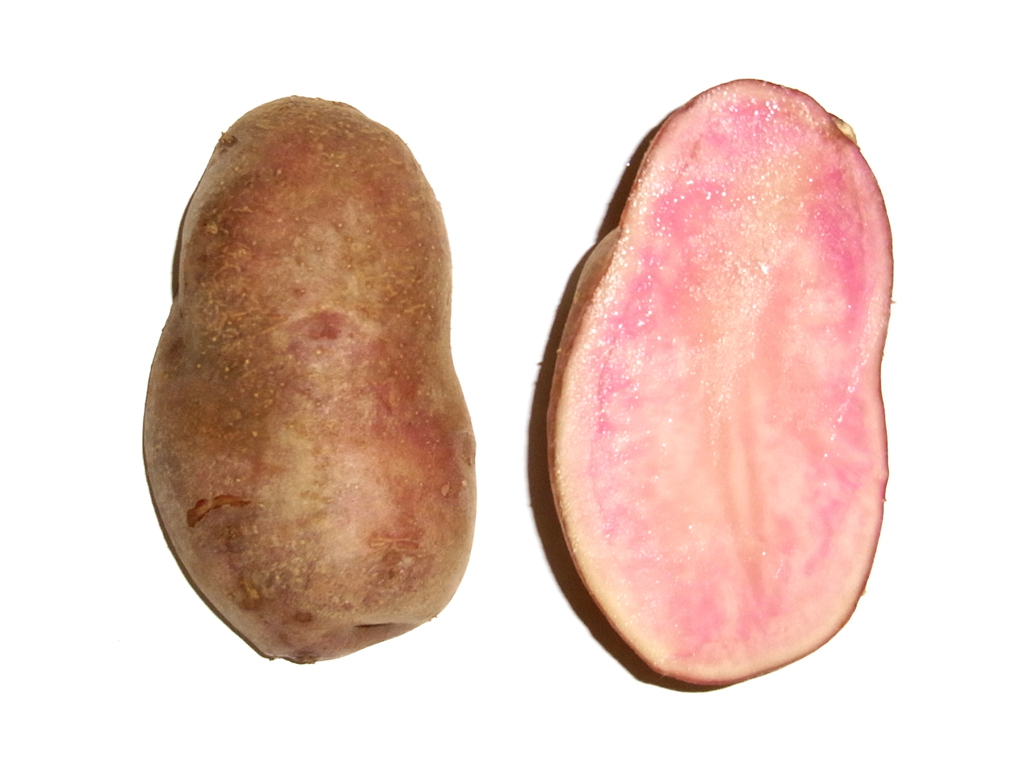
ノーザンルビー

見た目はサツマイモのような赤い皮で、肉質が淡いピンク色になる北海道の品種。草丈は50 cm程度で、茎はやや太くて短い。食味はややあっさりしていて、ホクホクしている。
アンデス赤（アンデスレッド、レッドアンデス）
皮が濃い赤色をした小さめの扁卵形で、切り口は黄色く、ねっとりした食感と濃厚な甘味が特徴の品種。1971年から1974年にかけて川上幸治郎らがアーリーローズを母、アンデス原産の2倍体栽培種「S.phureja 253」を父として交配し「M72218」の名で選抜育成していた3倍体の種間雑種系統。芽が出やすい。春作よりむしろ秋作に適し、岡山県牛窓町のばれいしょ採種農家が在来種として栽培を繰り返し維持してきた。紅色は抗酸化作用があるアントシアニンを含む。カロテノイドが豊富で、口当たりが良くて甘みがある。デンプン含有量は男爵いも並みで、ホクホクした粉質で、フライ、ポテトサラダ、コロッケ、ポタージュに向く。派生種として、麒麟麦酒が本種のプロトプラスト培養から選抜した「ジャガキッズ」、俵正彦が突然変異から選抜した「タワラマガタマ」「タワラヨーデル」がある。
シェリー
皮が赤色で、形がメークインに似た長楕円形が特徴の品種。粘質で煮崩れしにくく、シチューや煮物料理に向く。皮が薄いため、皮ごと食べられる。
紅丸（べにまる）
デンプン含有量が14.8%と多く、主にデンプン採取用に栽培される品種。花色は白色、芋は卵形で皮は淡紅色、肉質は白色であるが淡赤色の斑入りもある。食味は冬を越すと甘くなる。

## 各国とジャガイモのかかわり
16世紀に南米からヨーロッパにもたらされたジャガイモは、当初はその見た目の悪さ（現在のものより小さく黒かった）からなかなか受け入れられずにいた。さらに民衆は、ジャガイモは聖書に載っておらず、種芋で増えるという理由で「悪魔の作物」として嫌った。
しかし、ヨーロッパで栽培される従来の主要な作物よりも寒冷な気候に耐えること、痩せている土地でも育つこと、作付面積当たりの収量も大きいことから、17世紀にヨーロッパ各地で飢饉が起こると、各国の王は寒さに強いジャガイモの栽培を広めようとした。特に冷涼で農業に不適とされたアイルランドや北ドイツから東欧、北欧では、食文化を変えるほど普及した。これには、地中で育つジャガイモは麦などと違い戦争で畑が踏み荒らされても収穫できることと、農民がジャガイモを食べることで領主たちが自分の麦の取り分を増やそうとした目論見もあった。また西洋のみならず、アメリカ合衆国など北米地域や、日本などアジア地域にも普及し、ジャガイモが飢餓から救った人口は計り知れないといわれる。2005年にはジャガイモの原産地の一つであるペルーが国連食糧農業機関 (FAO) に提案した「国際イモ年」(IYP; International Year of Potato) が認められ、2008年をジャガイモ栽培8000年を記念する「国際イモ年」としてFAOなどがジャガイモの一層の普及と啓発を各国に働きかけることになった。

### アイルランド
アイルランドへは1580年代にスペインからもたらされた。気候がジャガイモの生育に適していたこともあり、アイルランドは南米外で初めてジャガイモを農作物として本格的に栽培する地域となった。アイルランドでの普及は栽培の容易さや収量のためだけではなく、支配者のイングランド貴族が熱心に勧めたことにも原因があった。ジャガイモの栽培を増やして農民がそれを食べるように仕向ければ、自分たちが収奪する麦の分量が増えると考えてのことである。
ジャガイモはアイルランド人の主食として定着し、1650年頃から1840年頃まで極めて重要な食料源となっていた。このため、1840年代にジャガイモの疫病がヨーロッパに蔓延した際に、ジャガイモに依存していたアイルランドではジャガイモ飢饉が起こり、大勢のアイルランド人が北アメリカに移住することになった。その移民の中に、後に第35代アメリカ合衆国大統領になるジョン・F・ケネディの曽祖父パトリックがいたのはよく知られている話である（ケネディはパトリックの次男の孫、すなわち4代目である）。

### イングランド
イングランドへは1586年にフランシス・ドレークによってもたらされたと伝えられている。ジャガイモがヨーロッパに流入した当初、ヨーロッパには芋という概念がなかった。そのため、芋というものを食べると分かるまで、本当は有毒である葉や茎を食用とする旨が書かれた料理本がイングランドで出版され、それを真に受けたイングランド人がソラニン中毒を起こした。

### ドイツ
ドイツ料理にはジャガイモが多用される。調理法は皮付きのままゆでるシンプルなものから、ピューレ、団子（クネーデル）、農夫の朝食やいわゆるジャーマンポテト、グラタン（アウフラウフ）、パンの生地に混ぜる（カルトッフェルブロート）など多岐にわたる。600種類以上のジャガイモを用いたドイツ料理のレシピがあるとも言われている。かつては、「女性はジャガイモ料理を200種類知っていないと嫁に行けない」とも言われていた。
ドイツで最初にジャガイモが普及したのはプロイセンである。プロイセンの支配地であるブランデンブルク地方は、南ドイツなどとは違い寒冷で痩せた土地が多く、しばしば食糧難に悩まされた。そのため、荒地でも育つジャガイモは食糧難克服の切り札とみなされ、フリードリヒ2世が栽培を奨励した。しかし他のヨーロッパ諸国同様、不恰好な外見から人々に嫌われたため、フリードリヒ2世は自ら領地を巡回し、ジャガイモ普及を訴えたり、毎日ジャガイモを食べたりしたという。
ドイツの食習慣には茹でたジャガイモをフォークなどで潰してから食べる場合があり、第二次世界大戦中、フランスに潜伏したドイツのスパイがレストランでジャガイモを潰して食べたため、スパイであることが露見した、などのジョークが存在する。また、ドイツ軍が第一次世界大戦以降に使用した柄付き手榴弾が形状が似ていることから、「イモ潰し器」（ドイツ語でカルトッフェルプッファー、英語ではポテトマッシャー）と呼ばれていた。

### フランス

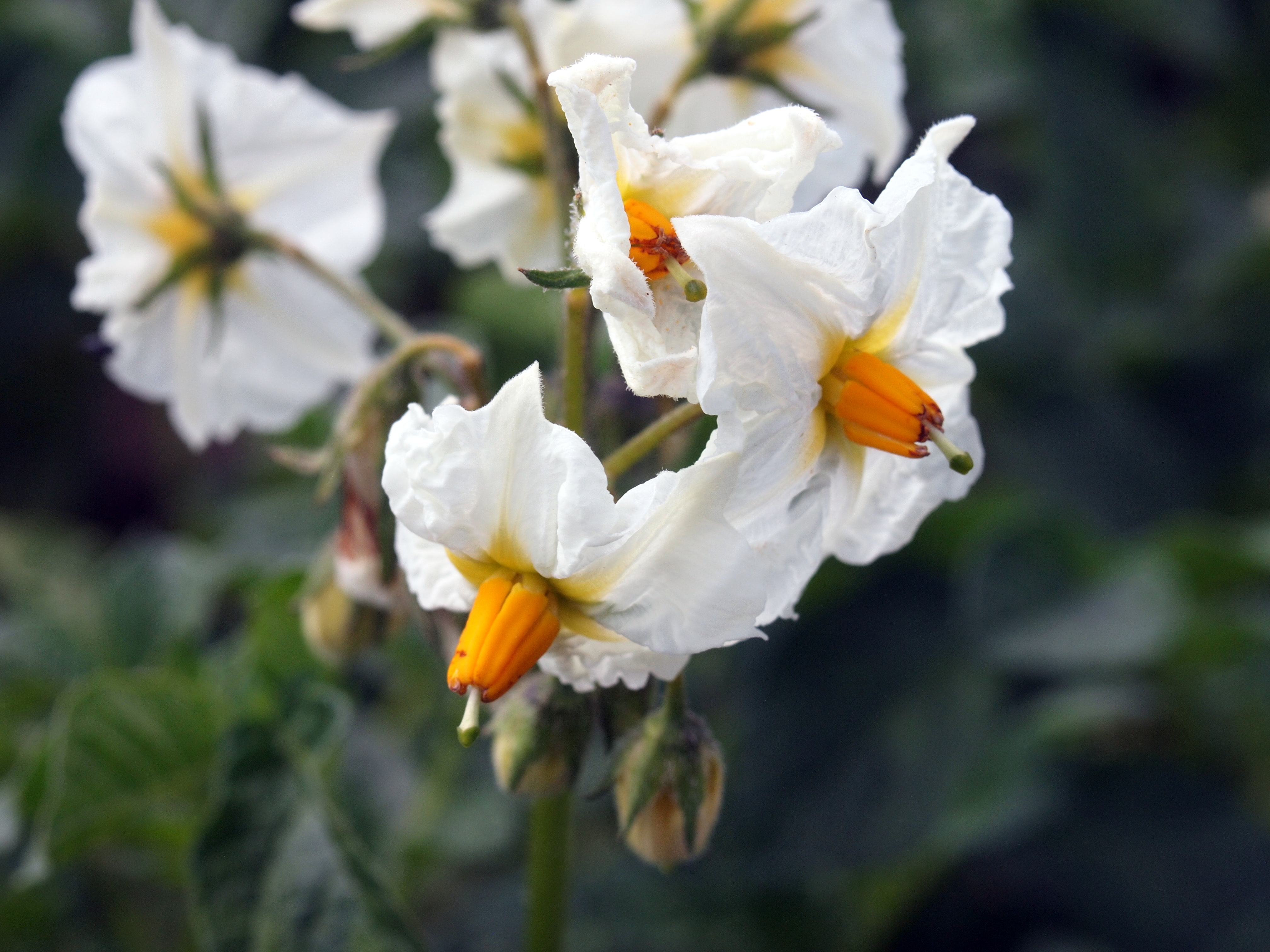
ジャガイモの花

フランスでは、プロイセンの捕虜時代にジャガイモを知った農学者アントワーヌ＝オーギュスタン・パルマンティエの提言により、ルイ16世が王妃マリー・アントワネットにジャガイモの花を飾って夜会に出席させると、貴族は関心を持った。
しかし食用としては他の国々の例に漏れず、当初は庶民の間で嫌われた。ジャガイモを国に広めたいと思ったパルマンティエは一計を案じ、王が作らせたジャガイモ畑に昼間だけ衛兵をつけて厳重に警備した後、夜はわざと誰も見張りをつけなかった。王がそこまで厳重に守らせるからにはさぞ美味なのだろうと考えた庶民の中から、夜中に畑にジャガイモを盗みに入る者が現われた。結果的に、パルマンティエの目論見通りジャガイモは民衆の間に広まって行ったという話が残っている。
このことから、フランスのジャガイモ料理には「パルマンティエ」の名が付くようになった。特に、牛挽肉とマッシュポテトで作るキャセロール「アッシ・パルマンティエ (Hachis Parmentier) 」が有名である。

### 北朝鮮
北朝鮮では、1990年代後半から食糧危機が発生したが、この時政府（朝鮮労働党）は「ジャガイモ農業革命」を提唱してジャガイモの生産拡大を、同時に種子改良（種子革命方針）、二毛作方針を徹底した。ジャガイモは白米に比べて気候や土地に依存せず大量に生産できる。このように、食糧問題の解決に用いられる例がある。

### ベラルーシ
ベラルーシは2019年の時点で一人あたりのジャガイモ消費量世界一である。また2位と比較しても突出しており、ベラルーシ料理におけるジャガイモの位置づけは高い。

## 保存
低温に弱い性質で、4度以下になるとデンプン質が変質することから、冷蔵庫には入れないで、紙で包んだり紙袋に入れたりして、日の当たらない風通しの良い場所で保存をする。

### 品種の影響
品種により貯蔵性が異なり、加工業者は使用時期別にいくつかの品種を組み合わせて使う場合がある。たとえば、長期貯蔵性に優れる「スノーデン」種（ポテトチップスの原料の一つ）は、4月から6月ごろの原料として使われる。

### 茹でた場合
茹でた場合は、冷蔵庫に入れておけば、およそ4 - 5日程度もつ。茹でた場合、水分が分離してスカスカした食感になることから、冷凍庫には決して入れてはならない。しかし、マッシュポテトや水分が比較的少ないフライドポテトなどは冷凍しても問題ない。

### 貯蔵中の発芽抑制

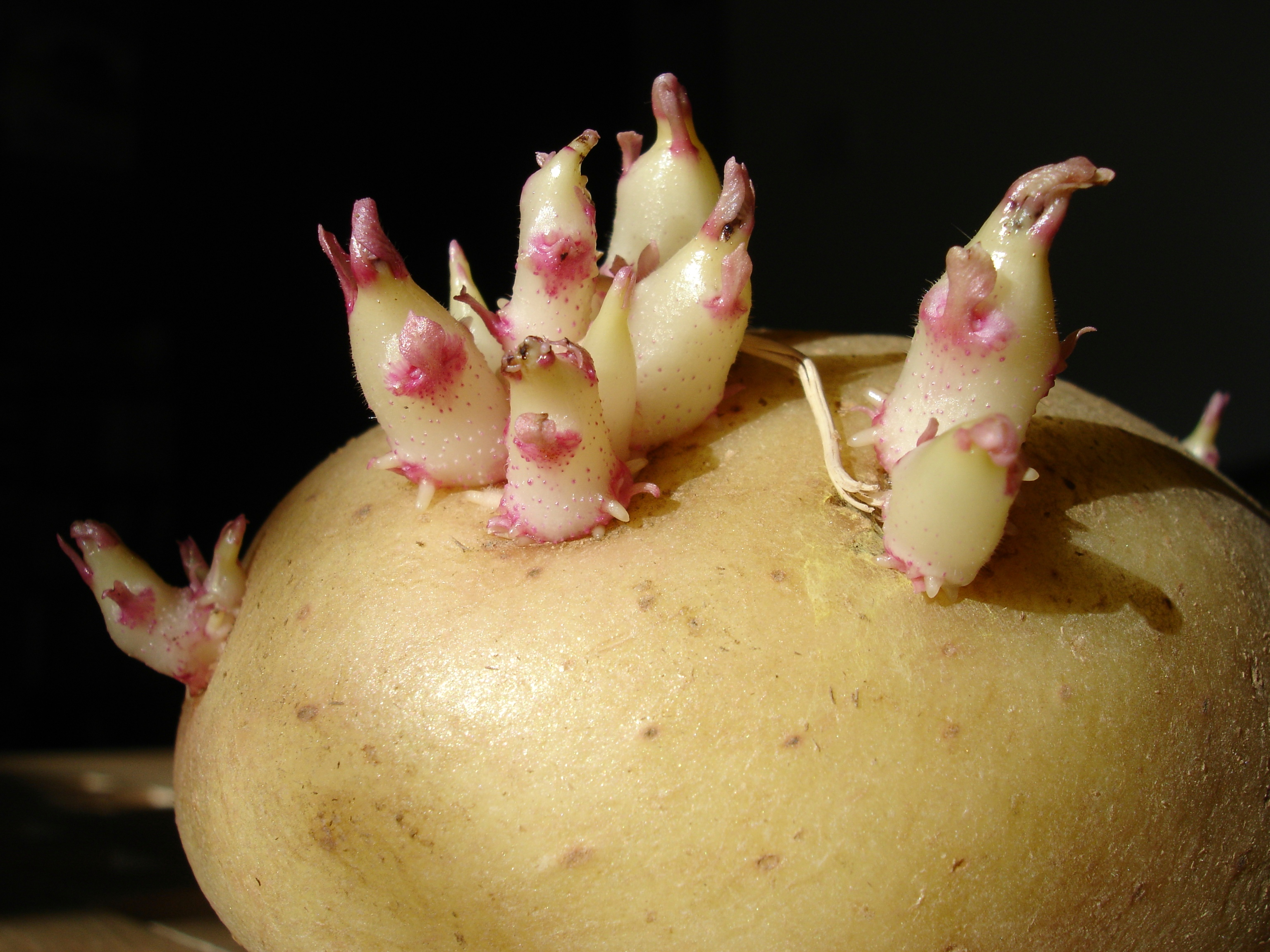
ジャガイモから発芽した芽

収穫後2か月から3ヶ月は休眠期であり、好適な温度や湿度条件下でも発芽しない。しかし、その後、本来繁殖器官である塊茎は発芽を始める。発芽することにより、生食用品種として商品価値を失い、加工用やデンプン原料用では減耗や歩留まりの低下、品質の劣化が起こる。そのため、貯蔵中の発芽の抑制のためいくつかの方法を用いる。

#### 低温貯蔵
3℃から10℃の低温で貯蔵することにより発芽を防ぐ方法が一般的である。最適な貯蔵温度は品種によって異なる。低温保存により、可溶性糖の含量が増える。

#### CA貯蔵
CA貯蔵 (Controlled Atmosphere) は、貯蔵する空間の気体の組成・湿度・温度を制御して鮮度を保持する方法。青森県のリンゴの長期貯蔵において一般的な方法で、ジャガイモでも実用化されており、8か月から10か月の長期貯蔵が可能である。

#### 発芽防止剤
アメリカ合衆国などでは、収穫後にクロロプロファムを散布して、発芽を抑制する方法をとる。日本では除草剤として登録されている農薬で、ジャガイモの発芽防止使用では承認されていない。この薬品はカナダ、アメリカ合衆国、オランダその他の主要ジャガイモ生産国では、フライドポテトやポテトチップスなどの加工用ジャガイモに散布される農薬なので、これらの国々から輸入するジャガイモ加工製品には必ず検出される。

#### 放射線照射
放射線であるガンマ線を照射する方法がある。収穫後のジャガイモに微弱な放射線を当てることにより、長期保存をしても有害な芽が出ない。コバルト60から放出されるガンマ線により、芽の組織の細胞分裂を阻害することで発芽を抑制する。
ジャガイモへの放射線照射は、1972年（昭和47年）に厚生省（現厚生労働省）により認可されたが、1974年1月から北海道庁の許可を得て士幌町農業協同組合が実施しているのみである。放射線を照射されたジャガイモが放射能をもつようになることはなく、またそのジャガイモを食べた人に障害を与えることも無い。なお日本において、放射線の食品照射が認められている食品は、ジャガイモだけである。
ジャガイモの発芽防止のために行う放射線照射の認知度は28%と低く、安全性や必要性など食品への放射線照射に関する基本的事項について、分かりやすい情報提供の不足を指摘されている。

#### エチレンガス噴入
暗冷所にリンゴと一緒に保存すると発芽しにくくなるといわれてきた。これには異論も多く、効果がないという報告も多かったが、近年、欧米での研究によりリンゴなどから発生するエチレンガスがジャガイモの芽の伸びを抑制する効果をもつことが証明され、工業的に生産されたエチレンを用いて正しく濃度コントロールをして発芽を抑制する技術が確立された。しかし、リンゴとの共存によるエチレンガスの濃度コントロールは困難であり、エチレンガスの濃度や保存期間が充分でないと、逆に芽の伸びを助長することも立証されている。ジャガイモは通常5℃以下の冷暗所で保存するといつまでも芽は伸びないので、そのような場所で保存することが最も重要である。ただし、一度高温にさらして芽が伸び始めたものは長い期間の保存には適さないので、もともと芽が伸びていないジャガイモを選ぶことがこつである。リンゴと一緒に保存する方法については、濃度や時間・温度のコントロールが困難で失敗の確率が高く、勧められない。